# 1959 en els vols espacials
Aquest article és una llista d'esdeveniments de vols espacials relacionats que es van produir el 1959.

## Llançaments
| Data i hora (UTC)       | Coet | Coet                                         | Plataforma de llançament                    | Plataforma de llançament                    | LSP                                                    | LSP                                                    |
| ----------------------- | --- | -------------------------------------------- | ------------------------------------------- | ------------------------------------------- | ------------------------------------------------------ | ------------------------------------------------------ |
| Data i hora (UTC)       | Càrrega útil | Operador                                     | Òrbita                                      | Funció                                      | Deteriorament (UTC)                                    | Resultat                                               |
| Data i hora (UTC)       | Comentaris |                                              |                                             |                                             |                                                        |                                                        |
| Gener                   | |                                              |                                             |                                             |                                                        |                                                        |
| 2 de gener 16:41:21     | Unió Soviètica - Luna 8K72 | Unió Soviètica - Luna 8K72                   | Unió Soviètica - Baikonur Site 1/5          | Unió Soviètica - Baikonur Site 1/5          | Unió Soviètica - MVS                                   | Unió Soviètica - MVS                                   |
| 2 de gener 16:41:21     | Unió Soviètica - Mechta (Luna 1/E1-4) | MVS                                          | Heliocèntrica                               | Impactador lunar                            | En òrbita                                              | Error de llançament                                    |
| 2 de gener 16:41:21     | Es va perdre la Lluna a causa d'un final prematur de l'etapa superior causada per un malfuncionament del sistema de control. Primera nau espacial en ubicar-se en òrbita heliocèntrica.                                    |                                              |                                             |                                             |                                                        |                                                        |
| 10 de gener 11:00       | Unió Soviètica - A-1 | Unió Soviètica - A-1                         | Unió Soviètica - Ostrov Kheysa              | Unió Soviètica - Ostrov Kheysa              | Unió Soviètica - MVS                                   | Unió Soviètica - MVS                                   |
| 10 de gener 11:00       | | MVS                                          | Suborbital                                  | Ionosfèric Aeronomia                        | 10 de gener                                            | Reeixit                                                |
| 10 de gener 11:00       | Apogeu: 100 km |                                              |                                             |                                             |                                                        |                                                        |
| 16 de gener 04:00       | Estats Units - SM-65B Atlas | Estats Units - SM-65B Atlas                  | Estats Units - Cape Canaveral LC-14         | Estats Units - Cape Canaveral LC-14         | Estats Units - Força Aèria dels Estats Units d'Amèrica | Estats Units - Força Aèria dels Estats Units d'Amèrica |
| 16 de gener 04:00       | | Força Aèria dels Estats Units d'Amèrica      | Suborbital                                  | Prova de míssils                            | 16 de gener                                            | Error de llançament                                    |
| 16 de gener 04:00       | Apogeu: 100 km |                                              |                                             |                                             |                                                        |                                                        |
| 19 de gener 15:42       | Estats Units - UGM-27 Polaris AX | Estats Units - UGM-27 Polaris AX             | Estats Units - Cape Canaveral LC-25A        | Estats Units - Cape Canaveral LC-25A        | Estats Units - Marina dels Estats Units d'Amèrica      | Estats Units - Marina dels Estats Units d'Amèrica      |
| 19 de gener 15:42       | | Marina dels Estats Units d'Amèrica           | Suborbital                                  | Prova de míssils                            | 19 de gener                                            | Error de llançament                                    |
| 19 de gener 15:42       | Apogeu: 200 km |                                              |                                             |                                             |                                                        |                                                        |
| 22 de gener 00:10       | Estats Units - PGM-19 Jupiter | Estats Units - PGM-19 Jupiter                | Estats Units - Cape Canaveral LC-5          | Estats Units - Cape Canaveral LC-5          | Estats Units - Força Aèria dels Estats Units d'Amèrica | Estats Units - Força Aèria dels Estats Units d'Amèrica |
| 22 de gener 00:10       | | Força Aèria dels Estats Units d'Amèrica      | Suborbital                                  | Prova de míssils                            | 22 de gener                                            | Reeixit                                                |
| 22 de gener 00:10       | Apogeu: 500 km |                                              |                                             |                                             |                                                        |                                                        |
| 23 de gener             | Estats Units - Thor DM-18 Able-II | Estats Units - Thor DM-18 Able-II            | Estats Units - Cape Canaveral LC-17A        | Estats Units - Cape Canaveral LC-17A        | Estats Units - Força Aèria dels Estats Units d'Amèrica | Estats Units - Força Aèria dels Estats Units d'Amèrica |
| 23 de gener             | Estats Units - RVX-1 | Força Aèria dels Estats Units d'Amèrica      | Suborbital                                  | Prova de REV                                | 23 de gener                                            | Error de llançament                                    |
| 27 de gener 17:00       | França - Daniel | França - Daniel                              | França - CERES                              | França - CERES                              | França - ONERA                                         | França - ONERA                                         |
| 27 de gener 17:00       | | ONERA                                        | Suborbital                                  | Aeronomia                                   | 27 de gener                                            | Reeixit                                                |
| 27 de gener 17:00       | Apogeu: 127 km |                                              |                                             |                                             |                                                        |                                                        |
| 27 de gener 23:34       | Estats Units - SM-65C Atlas | Estats Units - SM-65C Atlas                  | Estats Units - Cape Canaveral LC-12         | Estats Units - Cape Canaveral LC-12         | Estats Units - Força Aèria dels Estats Units d'Amèrica | Estats Units - Força Aèria dels Estats Units d'Amèrica |
| 27 de gener 23:34       | | Força Aèria dels Estats Units d'Amèrica      | Suborbital                                  | Prova de míssils                            | 27 de gener                                            | Reeixit                                                |
| 27 de gener 23:34       | Apogeu: 990 km |                                              |                                             |                                             |                                                        |                                                        |
| 28 de gener             | Estats Units - Nike-Cajun | Estats Units - Nike-Cajun                    | Estats Units - Wallops Island               | Estats Units - Wallops Island               | Estats Units - ARPA                                    | Estats Units - ARPA                                    |
| 28 de gener             | Estats Units - Beacon Test 4 | ARPA/NASA                                    | Suborbital                                  | Tecnologia                                  | 28 de gener                                            | Reeixit                                                |
| 28 de gener             | Apogeu: 122 km |                                              |                                             |                                             |                                                        |                                                        |
| 30 de gener 22:53       | Estats Units - PGM-17 Thor DM-18A | Estats Units - PGM-17 Thor DM-18A            | Estats Units - Cape Canaveral LC-17B        | Estats Units - Cape Canaveral LC-17B        | Estats Units - Força Aèria dels Estats Units d'Amèrica | Estats Units - Força Aèria dels Estats Units d'Amèrica |
| 30 de gener 22:53       | | Força Aèria dels Estats Units d'Amèrica      | Suborbital                                  | Prova de míssils                            | 30 de gener                                            | Reeixit                                                |
| 30 de gener 22:53       | Apogeu: 520 km |                                              |                                             |                                             |                                                        |                                                        |
| Febrer                  | |                                              |                                             |                                             |                                                        |                                                        |
| 4 de febrer 08:01       | Estats Units - SM-65B Atlas | Estats Units - SM-65B Atlas                  | Estats Units - Cape Canaveral LC-11         | Estats Units - Cape Canaveral LC-11         | Estats Units - Força Aèria dels Estats Units d'Amèrica | Estats Units - Força Aèria dels Estats Units d'Amèrica |
| 4 de febrer 08:01       | | Força Aèria dels Estats Units d'Amèrica      | Suborbital                                  | Prova de míssils                            | 4 de febrer                                            | Reeixit                                                |
| 4 de febrer 08:01       | Apogeu: 990 km, vol final de l'Atlas B |                                              |                                             |                                             |                                                        |                                                        |
| 5 de febrer 14:45       | Estats Units - Aerobee-150 (Hi) | Estats Units - Aerobee-150 (Hi)              | Estats Units - Holloman LC-A                | Estats Units - Holloman LC-A                | Estats Units - Força Aèria dels Estats Units d'Amèrica | Estats Units - Força Aèria dels Estats Units d'Amèrica |
| 5 de febrer 14:45       | | Força Aèria dels Estats Units d'Amèrica      | Suborbital                                  |                                             | 5 de febrer                                            | Reeixit                                                |
| 5 de febrer 14:45       | Apogeu: 212 km |                                              |                                             |                                             |                                                        |                                                        |
| 6 de febrer 21:22       | Estats Units - HGM-25A Titan I | Estats Units - HGM-25A Titan I               | Estats Units - Cape Canaveral LC-15         | Estats Units - Cape Canaveral LC-15         | Estats Units - Força Aèria dels Estats Units d'Amèrica | Estats Units - Força Aèria dels Estats Units d'Amèrica |
| 6 de febrer 21:22       | | Força Aèria dels Estats Units d'Amèrica      | Suborbital                                  | Prova de míssils                            | 6 de febrer                                            | Reeixit                                                |
| 6 de febrer 21:22       | vol inaugural del Titan I, segona etapa del battleship, Apogeu: 1000 km |                                              |                                             |                                             |                                                        |                                                        |
| 17 de febrer 15:55      | Estats Units - Vanguard | Estats Units - Vanguard                      | Estats Units - Cape Canaveral LC-18A        | Estats Units - Cape Canaveral LC-18A        | Estats Units - Marina dels Estats Units d'Amèrica      | Estats Units - Marina dels Estats Units d'Amèrica      |
| 17 de febrer 15:55      | Estats Units - Vanguard 2 (20in Cloud Cover 2) | NRL                                          | Òrbita mitjana                              | Atmosfèric                                  | En òrbita                                              | Error parcial del vehicle                              |
| 17 de febrer 15:55      | Va transmetre dades durant 19 dies, però es van recollir dades amb poca qualitat a caysa de la rotació descontrolada del vehicle                                                                                           |                                              |                                             |                                             |                                                        |                                                        |
| 20 de febrer 05:38      | Estats Units - SM-65C Atlas | Estats Units - SM-65C Atlas                  | Estats Units - Cape Canaveral LC-12         | Estats Units - Cape Canaveral LC-12         | Estats Units - Força Aèria dels Estats Units d'Amèrica | Estats Units - Força Aèria dels Estats Units d'Amèrica |
| 20 de febrer 05:38      | | Força Aèria dels Estats Units d'Amèrica      | Suborbital                                  | Prova de míssils                            | 20 de febrer                                           | Error de llançament                                    |
| 20 de febrer 05:38      | Apogeu: 100 km |                                              |                                             |                                             |                                                        |                                                        |
| 25 de febrer 19:45      | Estats Units - HGM-25A Titan I | Estats Units - HGM-25A Titan I               | Estats Units - Cape Canaveral LC-15         | Estats Units - Cape Canaveral LC-15         | Estats Units - Força Aèria dels Estats Units d'Amèrica | Estats Units - Força Aèria dels Estats Units d'Amèrica |
| 25 de febrer 19:45      | | Força Aèria dels Estats Units d'Amèrica      | Suborbital                                  | Prova de míssils                            | 25 de febrer                                           | Reeixit                                                |
| 25 de febrer 19:45      | Segona etapa del battleship, Apogeu: 1000 km |                                              |                                             |                                             |                                                        |                                                        |
| 27 de febrer 15:44      | Estats Units - Aerobee | Estats Units - Aerobee                       | Estats Units - Holloman LC-A                | Estats Units - Holloman LC-A                | Estats Units - Força Aèria dels Estats Units d'Amèrica | Estats Units - Força Aèria dels Estats Units d'Amèrica |
| 27 de febrer 15:44      | | Força Aèria dels Estats Units d'Amèrica      | Suborbital                                  | Solar                                       | 27 de febrer                                           | Reeixit                                                |
| 27 de febrer 15:44      | Apogeu: 210 km |                                              |                                             |                                             |                                                        |                                                        |
| 27 de febrer 19:16      | Estats Units - UGM-27 Polaris AX | Estats Units - UGM-27 Polaris AX             | Estats Units - Cape Canaveral LC-25A        | Estats Units - Cape Canaveral LC-25A        | Estats Units - Marina dels Estats Units d'Amèrica      | Estats Units - Marina dels Estats Units d'Amèrica      |
| 27 de febrer 19:16      | | Marina dels Estats Units d'Amèrica           | Suborbital                                  | Prova de míssils                            | 27 de febrer                                           | Error de llançament                                    |
| 27 de febrer 19:16      | Apogeu: 2 km |                                              |                                             |                                             |                                                        |                                                        |
| 27 de febrer 23:50      | Estats Units - PGM-19 Jupiter | Estats Units - PGM-19 Jupiter                | Estats Units - Cape Canaveral LC-26B        | Estats Units - Cape Canaveral LC-26B        | Estats Units - Força Aèria dels Estats Units d'Amèrica | Estats Units - Força Aèria dels Estats Units d'Amèrica |
| 27 de febrer 23:50      | | Força Aèria dels Estats Units d'Amèrica      | Suborbital                                  | Prova de míssils                            | 28 de febrer                                           | Reeixit                                                |
| 27 de febrer 23:50      | Apogeu: 500 km |                                              |                                             |                                             |                                                        |                                                        |
| 28 de febrer 07:58      | Estats Units - Thor DM-18 Able-II | Estats Units - Thor DM-18 Able-II            | Estats Units - Cape Canaveral LC-17A        | Estats Units - Cape Canaveral LC-17A        | Estats Units - Força Aèria dels Estats Units d'Amèrica | Estats Units - Força Aèria dels Estats Units d'Amèrica |
| 28 de febrer 07:58      | Estats Units - RVX-1 | Força Aèria dels Estats Units d'Amèrica      | Suborbital                                  | Prova de REV                                | 28 de febrer                                           | Reeixit                                                |
| 28 de febrer 07:58      | Apogeu: 520 km |                                              |                                             |                                             |                                                        |                                                        |
| 28 de febrer 21:41:16   | Estats Units - Thor DM-18 Agena-A | Estats Units - Thor DM-18 Agena-A            | Estats Units - Vandenberg LC-75-3-4         | Estats Units - Vandenberg LC-75-3-4         | Estats Units - Força Aèria dels Estats Units d'Amèrica | Estats Units - Força Aèria dels Estats Units d'Amèrica |
| 28 de febrer 21:41:16   | Estats Units - Discoverer 1 (Prototip KH-1) | CIA DST                                      | Òrbita baixa (Polar)                        | Tecnologia                                  | 6 de març                                              | Reeixit                                                |
| 28 de febrer 21:41:16   | Vol inaugural del Thor-Agena, primera nau espacial a ser ubicada en òrbita polar |                                              |                                             |                                             |                                                        |                                                        |
| Març                    | |                                              |                                             |                                             |                                                        |                                                        |
| 3 de març 05:10:56      | Estats Units - Juno II | Estats Units - Juno II                       | Estats Units - Cape Canaveral LC-5          | Estats Units - Cape Canaveral LC-5          | Estats Units - ABMA                                    | Estats Units - ABMA                                    |
| 3 de març 05:10:56      | Estats Units - Pioneer 4 | NASA/ABMA                                    | Heliocèntrica                               | Sobrevol lunar                              | En òrbita                                              | Error parcial de llançament                            |
| 3 de març 05:10:56      | La segona etapa va cremar més temps del que hi havia planejat, resultant en un sobrevol més distant del que hi havia planejat                                                                                              |                                              |                                             |                                             |                                                        |                                                        |
| 3 de març               | Estats Units - Trailblazer 1 | Estats Units - Trailblazer 1                 | Estats Units - Wallops Island               | Estats Units - Wallops Island               | Estats Units - NASA                                    | Estats Units - NASA                                    |
| 3 de març               | | NASA                                         | Suborbital                                  | Prova de REV                                | 3 de març                                              | Reeixit                                                |
| 3 de març               | Apogeu: 260 km |                                              |                                             |                                             |                                                        |                                                        |
| 4 de març 11:14         | Regne Unit - Skylark-2 | Regne Unit - Skylark-2                       | Austràlia - Woomera LA-2                    | Austràlia - Woomera LA-2                    | Regne Unit - RAE                                       | Regne Unit - RAE                                       |
| 4 de març 11:14         | | RAE UCL Queen's                              | Suborbital                                  | Aeronomia                                   | 4 de març                                              | Error de llançament                                    |
| 4 de març 11:14         | Apogeu: 30 km |                                              |                                             |                                             |                                                        |                                                        |
| 7 de març 19:34         | França - Véronique | França - Véronique                           | França - Hammaguira Blandine                | França - Hammaguira Blandine                | França - CASDN                                         | França - CASDN                                         |
| 7 de març 19:34         | | CASDN                                        | Suborbital                                  | Aeronomia                                   | 7 de març                                              | Error de llançament                                    |
| 7 de març 19:34         | Apogeu: 35 km, s'allibera sodi |                                              |                                             |                                             |                                                        |                                                        |
| 10 de març 18:40        | França - Véronique | França - Véronique                           | França - Hammaguira Blandine                | França - Hammaguira Blandine                | França - CASDN                                         | França - CASDN                                         |
| 10 de març 18:40        | | CASDN                                        | Suborbital                                  | Aeronomia                                   | 10 de març                                             | Reeixit                                                |
| 10 de març 18:40        | Apogeu: 124 km, s'allibera sodi |                                              |                                             |                                             |                                                        |                                                        |
| 12 de març 05:44        | França - Véronique | França - Véronique                           | França - Hammaguira Blandine                | França - Hammaguira Blandine                | França - CASDN                                         | França - CASDN                                         |
| 12 de març 05:44        | | CASDN                                        | Suborbital                                  | Aeronomia                                   | 12 de març                                             | Reeixit                                                |
| 12 de març 05:44        | Apogeu: 174 km, s'allibera sodi |                                              |                                             |                                             |                                                        |                                                        |
| 12 de març 10:50        | Regne Unit - Black Knight 201 | Regne Unit - Black Knight 201                | Austràlia - Woomera LA-5A                   | Austràlia - Woomera LA-5A                   | Regne Unit - RAE                                       | Regne Unit - RAE                                       |
| 12 de març 10:50        | | RAE                                          | Suborbital                                  | Vol de proves                               | 12 de març                                             | Reeixit                                                |
| 12 de març 10:50        | Apogeu: 537 km |                                              |                                             |                                             |                                                        |                                                        |
| 12 de març 15:44        | Estats Units - Aerobee-150 (Hi) | Estats Units - Aerobee-150 (Hi)              | Estats Units - Holloman LC-A                | Estats Units - Holloman LC-A                | Estats Units - Força Aèria dels Estats Units d'Amèrica | Estats Units - Força Aèria dels Estats Units d'Amèrica |
| 12 de març 15:44        | | Força Aèria dels Estats Units d'Amèrica      | Suborbital                                  |                                             | 12 de març                                             | Reeixit                                                |
| 12 de març 15:44        | Apogeu: 210 km |                                              |                                             |                                             |                                                        |                                                        |
| 13 de març 13:50        | Estats Units - Aerobee-150 (Hi) | Estats Units - Aerobee-150 (Hi)              | Estats Units - White Sands LC-35            | Estats Units - White Sands LC-35            | Estats Units - Marina dels Estats Units d'Amèrica      | Estats Units - Marina dels Estats Units d'Amèrica      |
| 13 de març 13:50        | | NRL                                          | Suborbital                                  |                                             | 13 de març                                             | Reeixit                                                |
| 13 de març 13:50        | Apogeu: 170 km |                                              |                                             |                                             |                                                        |                                                        |
| 17 de març 01:46        | Unió Soviètica - R-7 Semyorka | Unió Soviètica - R-7 Semyorka                | Unió Soviètica - Baikonur Site 1/5          | Unió Soviètica - Baikonur Site 1/5          | Unió Soviètica - MVS                                   | Unió Soviètica - MVS                                   |
| 17 de març 01:46        | | MVS                                          | Suborbital                                  | Prova de míssils                            | 17 de març                                             | Reeixit                                                |
| 17 de març 01:46        | Apogeu: 1350 km |                                              |                                             |                                             |                                                        |                                                        |
| 17 de març              | Estats Units - Honest John-Nike-Nike-20"SM | Estats Units - Honest John-Nike-Nike-20"SM   | Estats Units - Wallops Island               | Estats Units - Wallops Island               | Estats Units - NASA                                    | Estats Units - NASA                                    |
| 17 de març              | | NASA                                         | Suborbital                                  | Vol de proves                               | 17 de març                                             | Reeixit                                                |
| 17 de març              | Apogeu: 1380 km |                                              |                                             |                                             |                                                        |                                                        |
| 19 de març 00:59        | Estats Units - SM-65C Atlas | Estats Units - SM-65C Atlas                  | Estats Units - Cape Canaveral LC-12         | Estats Units - Cape Canaveral LC-12         | Estats Units - Força Aèria dels Estats Units d'Amèrica | Estats Units - Força Aèria dels Estats Units d'Amèrica |
| 19 de març 00:59        | | Força Aèria dels Estats Units d'Amèrica      | Suborbital                                  | Prova de míssils                            | 19 de març                                             | Error de llançament                                    |
| 19 de març 00:59        | Apogeu: 200 km |                                              |                                             |                                             |                                                        |                                                        |
| 21 de març 06:19        | Estats Units - Thor DM-18 Able-II | Estats Units - Thor DM-18 Able-II            | Estats Units - Cape Canaveral LC-17A        | Estats Units - Cape Canaveral LC-17A        | Estats Units - Força Aèria dels Estats Units d'Amèrica | Estats Units - Força Aèria dels Estats Units d'Amèrica |
| 21 de març 06:19        | Estats Units - RVX-1 | Força Aèria dels Estats Units d'Amèrica      | Suborbital                                  | Prova de REV                                | 21 de març                                             | Reeixit                                                |
| 21 de març 06:19        | Apogeu: 520 km |                                              |                                             |                                             |                                                        |                                                        |
| 22 de març 00:58        | Estats Units - PGM-17 Thor DM-18A | Estats Units - PGM-17 Thor DM-18A            | Estats Units - Cape Canaveral LC-18B        | Estats Units - Cape Canaveral LC-18B        | Estats Units - Força Aèria dels Estats Units d'Amèrica | Estats Units - Força Aèria dels Estats Units d'Amèrica |
| 22 de març 00:58        | | Força Aèria dels Estats Units d'Amèrica      | Suborbital                                  | Prova de míssils                            | 22 de març                                             | Reeixit                                                |
| 22 de març 00:58        | Apogeu: 520 km |                                              |                                             |                                             |                                                        |                                                        |
| 25 de març 05:25        | Unió Soviètica - R-7 Semyorka | Unió Soviètica - R-7 Semyorka                | Unió Soviètica - Baikonur Site 1/5          | Unió Soviètica - Baikonur Site 1/5          | Unió Soviètica - MVS                                   | Unió Soviètica - MVS                                   |
| 25 de març 05:25        | | MVS                                          | Suborbital                                  | Prova de míssils                            | 25 de març                                             | Reeixit                                                |
| 25 de març 05:25        | Apogeu: 1350 km |                                              |                                             |                                             |                                                        |                                                        |
| 27 de març 04:02        | Estats Units - PGM-17 Thor DM-18A | Estats Units - PGM-17 Thor DM-18A            | Estats Units - Cape Canaveral LC-17B        | Estats Units - Cape Canaveral LC-17B        | Estats Units - Força Aèria dels Estats Units d'Amèrica | Estats Units - Força Aèria dels Estats Units d'Amèrica |
| 27 de març 04:02        | | Força Aèria dels Estats Units d'Amèrica      | Suborbital                                  | Prova de míssils                            | 27 de març                                             | Reeixit                                                |
| 27 de març 04:02        | Apogeu: 520 km |                                              |                                             |                                             |                                                        |                                                        |
| 30 de març 15:01        | Estats Units - Aerobee-150 (Hi) | Estats Units - Aerobee-150 (Hi)              | Estats Units - Holloman LC-A                | Estats Units - Holloman LC-A                | Estats Units - Força Aèria dels Estats Units d'Amèrica | Estats Units - Força Aèria dels Estats Units d'Amèrica |
| 30 de març 15:01        | | Força Aèria dels Estats Units d'Amèrica      | Suborbital                                  |                                             | 30 de març                                             | Reeixit                                                |
| 30 de març 15:01        | Apogeu: 201 km |                                              |                                             |                                             |                                                        |                                                        |
| 30 de març 16:45        | Estats Units - Aerobee-150 (Hi) | Estats Units - Aerobee-150 (Hi)              | Estats Units - White Sands LC-35            | Estats Units - White Sands LC-35            | Estats Units - Marina dels Estats Units d'Amèrica      | Estats Units - Marina dels Estats Units d'Amèrica      |
| 30 de març 16:45        | | NRL                                          | Suborbital                                  |                                             | 30 de març                                             | Reeixit                                                |
| 30 de març 16:45        | Apogeu: 238 km |                                              |                                             |                                             |                                                        |                                                        |
| 30 de març 22:53        | Unió Soviètica - R-7 Semyorka | Unió Soviètica - R-7 Semyorka                | Unió Soviètica - Baikonur Site 1/5          | Unió Soviètica - Baikonur Site 1/5          | Unió Soviètica - MVS                                   | Unió Soviètica - MVS                                   |
| 30 de març 22:53        | | MVS                                          | Suborbital                                  | Prova de míssils                            | 30 de març                                             | Error de llançament                                    |
| 30 de març 22:53        | Apogeu: 1000 km |                                              |                                             |                                             |                                                        |                                                        |
| 30 de març              | Unió Soviètica - R-12 Dvina | Unió Soviètica - R-12 Dvina                  | Unió Soviètica - Kapustin Iar               | Unió Soviètica - Kapustin Iar               | Unió Soviètica - MVS                                   | Unió Soviètica - MVS                                   |
| 30 de març              | | MVS                                          | Suborbital                                  | Prova de míssils                            | 30 de març                                             | Reeixit                                                |
| 30 de març              | Apogeu: 402 km |                                              |                                             |                                             |                                                        |                                                        |
| Abril                   | |                                              |                                             |                                             |                                                        |                                                        |
| 3 d'abril 17:11         | Estats Units - HGM-25A Titan I | Estats Units - HGM-25A Titan I               | Estats Units - Cape Canaveral LC-15         | Estats Units - Cape Canaveral LC-15         | Estats Units - Força Aèria dels Estats Units d'Amèrica | Estats Units - Força Aèria dels Estats Units d'Amèrica |
| 3 d'abril 17:11         | | Força Aèria dels Estats Units d'Amèrica      | Suborbital                                  | Prova de míssils                            | 3 d'abril                                              | Reeixit                                                |
| 3 d'abril 17:11         | Segona etapa del battleship, Apogeu: 1000 km |                                              |                                             |                                             |                                                        |                                                        |
| 4 d'abril 00:34         | Estats Units - PGM-19 Jupiter | Estats Units - PGM-19 Jupiter                | Estats Units - Cape Canaveral LC-26B        | Estats Units - Cape Canaveral LC-26B        | Estats Units - Força Aèria dels Estats Units d'Amèrica | Estats Units - Força Aèria dels Estats Units d'Amèrica |
| 4 d'abril 00:34         | | Força Aèria dels Estats Units d'Amèrica      | Suborbital                                  | Prova de míssils                            | 4 d'abril                                              | Reeixit                                                |
| 4 d'abril 00:34         | Apogeu: 500 km |                                              |                                             |                                             |                                                        |                                                        |
| 4 d'abril               | Estats Units - WS-199B Bold Orion II | Estats Units - WS-199B Bold Orion II         | Estats Units - B-47, Cape Canaveral         | Estats Units - B-47, Cape Canaveral         | Estats Units - Força Aèria dels Estats Units d'Amèrica | Estats Units - Força Aèria dels Estats Units d'Amèrica |
| 4 d'abril               | | Força Aèria dels Estats Units d'Amèrica      | Suborbital                                  | Prova de míssils                            | 4 d'abril                                              | Reeixit                                                |
| 4 d'abril               | Apogeu: 200 km |                                              |                                             |                                             |                                                        |                                                        |
| 7 d'abril 14:46         | Estats Units - Aerobee-150 (Hi) | Estats Units - Aerobee-150 (Hi)              | Estats Units - White Sands LC-35            | Estats Units - White Sands LC-35            | Estats Units - Força Aèria dels Estats Units d'Amèrica | Estats Units - Força Aèria dels Estats Units d'Amèrica |
| 7 d'abril 14:46         | | Força Aèria dels Estats Units d'Amèrica      | Suborbital                                  |                                             | 7 d'abril                                              | Error de llançament                                    |
| 7 d'abril 14:46         | Apogeu: 317 km |                                              |                                             |                                             |                                                        |                                                        |
| 8 d'abril 06:35         | Estats Units - Thor DM-18 Able-II | Estats Units - Thor DM-18 Able-II            | Estats Units - Cape Canaveral LC-17A        | Estats Units - Cape Canaveral LC-17A        | Estats Units - Força Aèria dels Estats Units d'Amèrica | Estats Units - Força Aèria dels Estats Units d'Amèrica |
| 8 d'abril 06:35         | Estats Units - RVX-1 | Força Aèria dels Estats Units d'Amèrica      | Suborbital                                  | Prova deREV                                 | 8 d'abril                                              | Reeixit                                                |
| 8 d'abril 06:35         | Apogeu: 1230 km |                                              |                                             |                                             |                                                        |                                                        |
| 11 d'abril              | Unió Soviètica - R-12 Dvina | Unió Soviètica - R-12 Dvina                  | Unió Soviètica - Kapustin Iar               | Unió Soviètica - Kapustin Iar               | Unió Soviètica - MVS                                   | Unió Soviètica - MVS                                   |
| 11 d'abril              | | MVS                                          | Suborbital                                  | Prova de míssils                            | 11 d'abril                                             | Reeixit                                                |
| 11 d'abril              | Apogeu: 402 km |                                              |                                             |                                             |                                                        |                                                        |
| 13 d'abril 21:18:39     | Estats Units - Thor DM-18 Agena-A | Estats Units - Thor DM-18 Agena-A            | Estats Units - Vandenberg LC-75-3-4         | Estats Units - Vandenberg LC-75-3-4         | Estats Units - Força Aèria dels Estats Units d'Amèrica | Estats Units - Força Aèria dels Estats Units d'Amèrica |
| 13 d'abril 21:18:39     | Estats Units - Discoverer 2 (KH-1 prototype) | CIA DST                                      | Òrbita baixa                                | Tecnologia                                  | 26 d'abril                                             | Error parcial del vehicle                              |
| 13 d'abril 21:18:39     | No es va poder recuperar la càpsula causa d'un error del temporitzador. Al maig, la Unió Soviètica el va recuperar, inspirant-se en la novel·la de 1963 d'Alistair MacLean Ice Station Zebra                               |                                              |                                             |                                             |                                                        |                                                        |
| 14 d'abril 02:49:46     | Estats Units - Vanguard | Estats Units - Vanguard                      | Estats Units - Cape Canaveral LC-18A        | Estats Units - Cape Canaveral LC-18A        | Estats Units - Marina dels Estats Units d'Amèrica      | Estats Units - Marina dels Estats Units d'Amèrica      |
| 14 d'abril 02:49:46     | Estats Units - 20in Radiation Balance 1 | NRL                                          | Destinat: Òrbita mitjana                    | Radiació                                    | 14 d'abril                                             | Error de llançament                                    |
| 14 d'abril 02:49:46     | Estats Units - Vanguard Baloon | NRL                                          | Destinat: Òrbita mitjana                    | Densitat de l'aire                          | 14 d'abril                                             | Error de llançament                                    |
| 14 d'abril 02:49:46     | La segona etapa es va malmetre durant la separació, no va arribar a l'òrbita, primer llançament de diversos satèl·lits en un sol coet                                                                                      |                                              |                                             |                                             |                                                        |                                                        |
| 14 d'abril 21:46        | Estats Units - SM-65D Atlas | Estats Units - SM-65D Atlas                  | Estats Units - Cape Canaveral LC-13         | Estats Units - Cape Canaveral LC-13         | Estats Units - Força Aèria dels Estats Units d'Amèrica | Estats Units - Força Aèria dels Estats Units d'Amèrica |
| 14 d'abril 21:46        | | Força Aèria dels Estats Units d'Amèrica      | Suborbital                                  | Prova de míssils                            | 14 d'abril                                             | Error de llançament                                    |
| 14 d'abril 21:46        | Apogeu: 1 km |                                              |                                             |                                             |                                                        |                                                        |
| 14 d'abril              | Unió Soviètica - R-12 Dvina | Unió Soviètica - R-12 Dvina                  | Unió Soviètica - Kapustin Iar               | Unió Soviètica - Kapustin Iar               | Unió Soviètica - MVS                                   | Unió Soviètica - MVS                                   |
| 14 d'abril              | | MVS                                          | Suborbital                                  | Prova de míssils                            | 14 d'abril                                             | Reeixit                                                |
| 14 d'abril              | Apogeu: 402 km |                                              |                                             |                                             |                                                        |                                                        |
| 15 d'abril 14:46        | Estats Units - Aerobee-150 (Hi) | Estats Units - Aerobee-150 (Hi)              | Estats Units - Holloman LC-A                | Estats Units - Holloman LC-A                | Estats Units - Força Aèria dels Estats Units d'Amèrica | Estats Units - Força Aèria dels Estats Units d'Amèrica |
| 15 d'abril 14:46        | | Força Aèria dels Estats Units d'Amèrica      | Suborbital                                  |                                             | 15 d'abril                                             | Reeixit                                                |
| 15 d'abril 14:46        | Apogeu: 100 km |                                              |                                             |                                             |                                                        |                                                        |
| 16 d'abril 20:46        | Estats Units - PGM-17 Thor DM-18A | Estats Units - PGM-17 Thor DM-18A            | Estats Units - Vandenberg LC-75-2-8         | Estats Units - Vandenberg LC-75-2-8         | Regne Unit - Royal Air Force                           | Regne Unit - Royal Air Force                           |
| 16 d'abril 20:46        | | Royal Air Force                              | Suborbital                                  | Prova de míssils                            | 16 d'abril                                             | Reeixit                                                |
| 16 d'abril 20:46        | Apogeu: 520 km |                                              |                                             |                                             |                                                        |                                                        |
| 20 d'abril 15:30        | Estats Units - UGM-27 Polaris AX | Estats Units - UGM-27 Polaris AX             | Estats Units - Cape Canaveral LC-25A        | Estats Units - Cape Canaveral LC-25A        | Estats Units - Marina dels Estats Units d'Amèrica      | Estats Units - Marina dels Estats Units d'Amèrica      |
| 20 d'abril 15:30        | | Marina dels Estats Units d'Amèrica           | Suborbital                                  | Prova de míssils                            | 20 d'abril                                             | Reeixit                                                |
| 20 d'abril 15:30        | Apogeu: 500 km |                                              |                                             |                                             |                                                        |                                                        |
| 21 d'abril 01:05        | Estats Units - Aerobee-150 (Hi) | Estats Units - Aerobee-150 (Hi)              | Estats Units - Holloman LC-A                | Estats Units - Holloman LC-A                | Estats Units - Força Aèria dels Estats Units d'Amèrica | Estats Units - Força Aèria dels Estats Units d'Amèrica |
| 21 d'abril 01:05        | | Força Aèria dels Estats Units d'Amèrica      | Suborbital                                  |                                             | 21 d'abril                                             | Reeixit                                                |
| 21 d'abril 01:05        | Apogeu: 235 km |                                              |                                             |                                             |                                                        |                                                        |
| 22 d'abril 19:29        | Estats Units - Nike-Cajun | Estats Units - Nike-Cajun                    | Estats Units - Holloman                     | Estats Units - Holloman                     | Estats Units - Força Aèria dels Estats Units d'Amèrica | Estats Units - Força Aèria dels Estats Units d'Amèrica |
| 22 d'abril 19:29        | | Força Aèria dels Estats Units d'Amèrica      | Suborbital                                  | Ionosfèric                                  | 22 d'abril                                             | Reeixit                                                |
| 22 d'abril 19:29        | Apogeu: 100 km |                                              |                                             |                                             |                                                        |                                                        |
| 23 d'abril 05:30        | Estats Units - PGM-17 Thor DM-18A | Estats Units - PGM-17 Thor DM-18A            | Estats Units - Cape Canaveral LC-17B        | Estats Units - Cape Canaveral LC-17B        | Estats Units - Força Aèria dels Estats Units d'Amèrica | Estats Units - Força Aèria dels Estats Units d'Amèrica |
| 23 d'abril 05:30        | | Força Aèria dels Estats Units d'Amèrica      | Suborbital                                  | Prova de míssils                            | 23 d'abril                                             | Reeixit                                                |
| 23 d'abril 05:30        | Apogeu: 520 km |                                              |                                             |                                             |                                                        |                                                        |
| 25 d'abril 05:00        | Estats Units - PGM-17 Thor DM-18A | Estats Units - PGM-17 Thor DM-18A            | Estats Units - Cape Canaveral LC-18B        | Estats Units - Cape Canaveral LC-18B        | Estats Units - Força Aèria dels Estats Units d'Amèrica | Estats Units - Força Aèria dels Estats Units d'Amèrica |
| 25 d'abril 05:00        | | Força Aèria dels Estats Units d'Amèrica      | Suborbital                                  | Prova de míssils                            | 25 d'abril                                             | Reeixit                                                |
| 25 d'abril 05:00        | Apogeu: 520 km |                                              |                                             |                                             |                                                        |                                                        |
| 29 d'abril              | Unió Soviètica - R-12 Dvina | Unió Soviètica - R-12 Dvina                  | Unió Soviètica - Kapustin Iar               | Unió Soviètica - Kapustin Iar               | Unió Soviètica - MVS                                   | Unió Soviètica - MVS                                   |
| 29 d'abril              | | MVS                                          | Suborbital                                  | Prova de míssils                            | 29 d'abril                                             | Reeixit                                                |
| 29 d'abril              | Apogeu: 402 km |                                              |                                             |                                             |                                                        |                                                        |
| Maig                    | |                                              |                                             |                                             |                                                        |                                                        |
| 1 de maig               | Estats Units - Terrier-ASROC-Cajun | Estats Units - Terrier-ASROC-Cajun           | Estats Units - Point Arguello               | Estats Units - Point Arguello               | Estats Units - Marina dels Estats Units d'Amèrica      | Estats Units - Marina dels Estats Units d'Amèrica      |
| 1 de maig               | | Marina dels Estats Units d'Amèrica           | Suborbital                                  | Vol de proves                               | 1 de maig                                              | Error de llançament                                    |
| 2 de maig               | França - OPd-56-39-22D (Antares) | França - OPd-56-39-22D (Antares)             | França - CERES                              | França - CERES                              | França - ONERA                                         | França - ONERA                                         |
| 2 de maig               | | ONERA                                        | Suborbital                                  | Prova de REV                                | 2 de maig                                              | Reeixit                                                |
| 2 de maig               | Apogeu: 150 km |                                              |                                             |                                             |                                                        |                                                        |
| 4 de maig 18:30         | Estats Units - HGM-25A Titan I | Estats Units - HGM-25A Titan I               | Estats Units - Cape Canaveral LC-15         | Estats Units - Cape Canaveral LC-15         | Estats Units - Força Aèria dels Estats Units d'Amèrica | Estats Units - Força Aèria dels Estats Units d'Amèrica |
| 4 de maig 18:30         | | Força Aèria dels Estats Units d'Amèrica      | Suborbital                                  | Prova de míssils                            | 4 de maig                                              | Reeixit                                                |
| 4 de maig 18:30         | Segona etapa del battleship, Apogeu: 1000 km |                                              |                                             |                                             |                                                        |                                                        |
| 5 de maig 01:45         | Estats Units - Aerobee AJ10-34 | Estats Units - Aerobee AJ10-34               | Estats Units - White Sands LC-35            | Estats Units - White Sands LC-35            | Estats Units - Força Aèria dels Estats Units d'Amèrica | Estats Units - Força Aèria dels Estats Units d'Amèrica |
| 5 de maig 01:45         | | Força Aèria dels Estats Units d'Amèrica      | Suborbital                                  | Aeronomia                                   | 5 de maig                                              | Reeixit                                                |
| 5 de maig 01:45         | Apogeu: 113 km |                                              |                                             |                                             |                                                        |                                                        |
| 7 de maig 01:47         | Estats Units - PGM-19 Jupiter | Estats Units - PGM-19 Jupiter                | Estats Units - Cape Canaveral LC-26B        | Estats Units - Cape Canaveral LC-26B        | Estats Units - Força Aèria dels Estats Units d'Amèrica | Estats Units - Força Aèria dels Estats Units d'Amèrica |
| 7 de maig 01:47         | | Força Aèria dels Estats Units d'Amèrica      | Suborbital                                  | Prova de míssils                            | 7 de maig                                              | Reeixit                                                |
| 7 de maig 01:47         | Apogeu: 500 km |                                              |                                             |                                             |                                                        |                                                        |
| 8 de maig 19:28         | Estats Units - UGM-27 Polaris AX | Estats Units - UGM-27 Polaris AX             | Estats Units - Cape Canaveral LC-25A        | Estats Units - Cape Canaveral LC-25A        | Estats Units - Marina dels Estats Units d'Amèrica      | Estats Units - Marina dels Estats Units d'Amèrica      |
| 8 de maig 19:28         | | Marina dels Estats Units d'Amèrica           | Suborbital                                  | Prova de míssils                            | 8 de maig                                              | Reeixit                                                |
| 8 de maig 19:28         | Apogeu: 500 km |                                              |                                             |                                             |                                                        |                                                        |
| 9 de maig 18:59         | Unió Soviètica - R-7 Semyorka | Unió Soviètica - R-7 Semyorka                | Unió Soviètica - Baikonur Site 1/5          | Unió Soviètica - Baikonur Site 1/5          | Unió Soviètica - MVS                                   | Unió Soviètica - MVS                                   |
| 9 de maig 18:59         | | MVS                                          | Suborbital                                  | Prova de míssils                            | 9 de maig                                              | Error de llançament                                    |
| 9 de maig 18:59         | Apogeu: 1000 km |                                              |                                             |                                             |                                                        |                                                        |
| 12 de maig 11:39        | Estats Units - Aerobee-150 (Hi) | Estats Units - Aerobee-150 (Hi)              | Estats Units - Holloman LC-A                | Estats Units - Holloman LC-A                | Estats Units - Força Aèria dels Estats Units d'Amèrica | Estats Units - Força Aèria dels Estats Units d'Amèrica |
| 12 de maig 11:39        | | Força Aèria dels Estats Units d'Amèrica      | Suborbital                                  |                                             | 12 de maig                                             | Reeixit                                                |
| 12 de maig 11:39        | Apogeu: 145 km |                                              |                                             |                                             |                                                        |                                                        |
| 12 de maig 17:35        | Estats Units - PGM-17 Thor DM-18A | Estats Units - PGM-17 Thor DM-18A            | Estats Units - Cape Canaveral LC-17B        | Estats Units - Cape Canaveral LC-17B        | Estats Units - Força Aèria dels Estats Units d'Amèrica | Estats Units - Força Aèria dels Estats Units d'Amèrica |
| 12 de maig 17:35        | | Força Aèria dels Estats Units d'Amèrica      | Suborbital                                  | Prova de míssils                            | 12 de maig                                             | Reeixit                                                |
| 12 de maig 17:35        | Apogeu: 520 km |                                              |                                             |                                             |                                                        |                                                        |
| 12 de maig              | Unió Soviètica - R-12 Dvina | Unió Soviètica - R-12 Dvina                  | Unió Soviètica - Kapustin Iar               | Unió Soviètica - Kapustin Iar               | Unió Soviètica - MVS                                   | Unió Soviètica - MVS                                   |
| 12 de maig              | | MVS                                          | Suborbital                                  | Prova de míssils                            | 12 de maig                                             | Reeixit                                                |
| 12 de maig              | Apogeu: 402 km |                                              |                                             |                                             |                                                        |                                                        |
| 14 de maig 05:52        | Estats Units - PGM-19 Jupiter | Estats Units - PGM-19 Jupiter                | Estats Units - Cape Canaveral LC-5          | Estats Units - Cape Canaveral LC-5          | Estats Units - Força Aèria dels Estats Units d'Amèrica | Estats Units - Força Aèria dels Estats Units d'Amèrica |
| 14 de maig 05:52        | | Força Aèria dels Estats Units d'Amèrica      | Suborbital                                  | Prova de míssils                            | 14 de maig                                             | Reeixit                                                |
| 14 de maig 05:52        | Apogeu: 500 km |                                              |                                             |                                             |                                                        |                                                        |
| 14 de maig              | Unió Soviètica - R-12 Dvina | Unió Soviètica - R-12 Dvina                  | Unió Soviètica - Kapustin Iar               | Unió Soviètica - Kapustin Iar               | Unió Soviètica - MVS                                   | Unió Soviètica - MVS                                   |
| 14 de maig              | | MVS                                          | Suborbital                                  | Prova de míssils                            | 14 de maig                                             | Reeixit                                                |
| 14 de maig              | Apogeu: 402 km |                                              |                                             |                                             |                                                        |                                                        |
| 15 de maig 22:10        | Estats Units- Arcon | Estats Units- Arcon                          | Estats Units - Wallops Island               | Estats Units - Wallops Island               | Estats Units - NASA                                    | Estats Units - NASA                                    |
| 15 de maig 22:10        | | NASA                                         | Suborbital                                  | Vol de proves                               | 15 de maig                                             | Error de llançament                                    |
| 15 de maig 22:10        | Apogeu: 1 km |                                              |                                             |                                             |                                                        |                                                        |
| 15 de maig              | Unió Soviètica - R-12 Dvina | Unió Soviètica - R-12 Dvina                  | Unió Soviètica - Kapustin Iar               | Unió Soviètica - Kapustin Iar               | Unió Soviètica - MVS                                   | Unió Soviètica - MVS                                   |
| 15 de maig              | | MVS                                          | Suborbital                                  | Prova de míssils                            | 15 de maig                                             | Reeixit                                                |
| 15 de maig              | Apogeu: 402 km |                                              |                                             |                                             |                                                        |                                                        |
| 18 de maig 23:16        | Estats Units - UGM-27 Polaris AX | Estats Units - UGM-27 Polaris AX             | Estats Units - Cape Canaveral LC-25A        | Estats Units - Cape Canaveral LC-25A        | Estats Units - Marina dels Estats Units d'Amèrica      | Estats Units - Marina dels Estats Units d'Amèrica      |
| 18 de maig 23:16        | | Marina dels Estats Units d'Amèrica           | Suborbital                                  | Prova de míssils                            | 18 de maig                                             | Error de llançament                                    |
| 18 de maig 23:16        | Apogeu: 10 km |                                              |                                             |                                             |                                                        |                                                        |
| 19 de maig 04:30        | Estats Units - SM-65D Atlas | Estats Units - SM-65D Atlas                  | Estats Units - Cape Canaveral LC-14         | Estats Units - Cape Canaveral LC-14         | Estats Units - Força Aèria dels Estats Units d'Amèrica | Estats Units - Força Aèria dels Estats Units d'Amèrica |
| 19 de maig 04:30        | | Força Aèria dels Estats Units d'Amèrica      | Suborbital                                  | Prova de míssils                            | 19 de maig                                             | Error de llançament                                    |
| 19 de maig 04:30        | Apogeu: 1 km |                                              |                                             |                                             |                                                        |                                                        |
| 21 de maig 06:40        | Estats Units - Thor DM-18 Able-II | Estats Units - Thor DM-18 Able-II            | Estats Units - Cape Canaveral LC-17A        | Estats Units - Cape Canaveral LC-17A        | Estats Units - Força Aèria dels Estats Units d'Amèrica | Estats Units - Força Aèria dels Estats Units d'Amèrica |
| 21 de maig 06:40        | Estats Units - RVX-1 | Força Aèria dels Estats Units d'Amèrica      | Suborbital                                  | Prova de REV                                | 21 de maig                                             | Reeixit                                                |
| 21 de maig 06:40        | Apogeu: 520 km |                                              |                                             |                                             |                                                        |                                                        |
| 22 de maig 11:15        | Estats Units - Aerobee-150 (Hi) | Estats Units - Aerobee-150 (Hi)              | Estats Units - Holloman LC-A                | Estats Units - Holloman LC-A                | Estats Units - Força Aèria dels Estats Units d'Amèrica | Estats Units - Força Aèria dels Estats Units d'Amèrica |
| 22 de maig 11:15        | | Força Aèria dels Estats Units d'Amèrica      | Suborbital                                  |                                             | 22 de maig                                             | Reeixit                                                |
| 22 de maig 11:15        | Apogeu: 100 km |                                              |                                             |                                             |                                                        |                                                        |
| 23 de maig 02:42        | Estats Units - PGM-17 Thor DM-18A | Estats Units - PGM-17 Thor DM-18A            | Estats Units - Cape Canaveral LC-18B        | Estats Units - Cape Canaveral LC-18B        | Estats Units - Força Aèria dels Estats Units d'Amèrica | Estats Units - Força Aèria dels Estats Units d'Amèrica |
| 23 de maig 02:42        | | Força Aèria dels Estats Units d'Amèrica      | Suborbital                                  | Prova de míssils                            | 23 de maig                                             | Reeixit                                                |
| 23 de maig 02:42        | Apogeu: 520 km |                                              |                                             |                                             |                                                        |                                                        |
| 27 de maig 04:51        | Estats Units - Nike-Cajun | Estats Units - Nike-Cajun                    | Estats Units - White Sands                  | Estats Units - White Sands                  | Estats Units - Força Aèria dels Estats Units d'Amèrica | Estats Units - Força Aèria dels Estats Units d'Amèrica |
| 27 de maig 04:51        | | Força Aèria dels Estats Units d'Amèrica      | Suborbital                                  | Aeronomia                                   | 27 de maig                                             | Reeixit                                                |
| 27 de maig 04:51        | Apogeu: 169 km |                                              |                                             |                                             |                                                        |                                                        |
| 27 de maig 19:55        | Estats Units - Nike-Cajun | Estats Units - Nike-Cajun                    | Estats Units - White Sands                  | Estats Units - White Sands                  | Estats Units - Força Aèria dels Estats Units d'Amèrica | Estats Units - Força Aèria dels Estats Units d'Amèrica |
| 27 de maig 19:55        | | Força Aèria dels Estats Units d'Amèrica      | Suborbital                                  | Aeronomia                                   | 27 de maig                                             | Reeixit                                                |
| 27 de maig 19:55        | Apogeu: 177 km |                                              |                                             |                                             |                                                        |                                                        |
| 28 de maig 07:35:02     | Estats Units - PGM-19 Jupiter | Estats Units - PGM-19 Jupiter                | Estats Units - Cape Canaveral LC-26B        | Estats Units - Cape Canaveral LC-26B        | Estats Units - Força Aèria dels Estats Units d'Amèrica | Estats Units - Força Aèria dels Estats Units d'Amèrica |
| 28 de maig 07:35:02     | Estats Units - Bioflight 2 | Força Aèria dels Estats Units d'Amèrica      | Suborbital                                  | Biològic Prova de míssils                   | 28 de maig                                             | Reeixit                                                |
| 28 de maig 07:35:02     | Apogeu: 483 km |                                              |                                             |                                             |                                                        |                                                        |
| 30 de maig 21:42        | Unió Soviètica - R-7 Semyorka | Unió Soviètica - R-7 Semyorka                | Unió Soviètica - Baikonur Site 1/5          | Unió Soviètica - Baikonur Site 1/5          | Unió Soviètica - MVS                                   | Unió Soviètica - MVS                                   |
| 30 de maig 21:42        | | MVS                                          | Suborbital                                  | Prova de míssils                            | 30 de maig                                             | Error de llançament                                    |
| 30 de maig 21:42        | Apogeu: 1000 km |                                              |                                             |                                             |                                                        |                                                        |
| 30 de maig              | Unió Soviètica - R-12 Dvina | Unió Soviètica - R-12 Dvina                  | Unió Soviètica - Kapustin Iar               | Unió Soviètica - Kapustin Iar               | Unió Soviètica - MVS                                   | Unió Soviètica - MVS                                   |
| 30 de maig              | | MVS                                          | Suborbital                                  | Prova de míssils                            | 30 de maig                                             | Reeixit                                                |
| 30 de maig              | Apogeu: 402 km |                                              |                                             |                                             |                                                        |                                                        |
| Maig                    | Austràlia - Long Tom | Austràlia - Long Tom                         | Austràlia - Woomera LA-2                    | Austràlia - Woomera LA-2                    | Austràlia - WRE                                        | Austràlia - WRE                                        |
| Maig                    | | WRE                                          | Suborbital                                  | Aeronomia                                   | rowspan=1                                              | Reeixit                                                |
| Maig                    | Apogeu: 100 km |                                              |                                             |                                             |                                                        |                                                        |
| Juny                    | |                                              |                                             |                                             |                                                        |                                                        |
| 2 de juny               | Unió Soviètica - R-12 Dvina | Unió Soviètica - R-12 Dvina                  | Unió Soviètica - Kapustin Iar               | Unió Soviètica - Kapustin Iar               | Unió Soviètica - MVS                                   | Unió Soviètica - MVS                                   |
| 2 de juny               | | MVS                                          | Suborbital                                  | Prova de míssils                            | 2 de juny                                              | Reeixit                                                |
| 2 de juny               | Apogeu: 402 km |                                              |                                             |                                             |                                                        |                                                        |
| 3 de juny 20:09:20      | Estats Units - Thor DM-18 Agena-A | Estats Units - Thor DM-18 Agena-A            | Estats Units - Vandenberg LC-75-3-4         | Estats Units - Vandenberg LC-75-3-4         | Estats Units - Força Aèria dels Estats Units d'Amèrica | Estats Units - Força Aèria dels Estats Units d'Amèrica |
| 3 de juny 20:09:20      | Estats Units - Discoverer 3 (KH-1 Prototype) | CIA DST                                      | Destinat: Òrbita baixa                      | Tecnologia                                  | 3 de juny                                              | Error de llançament                                    |
| 3 de juny 20:09:20      | Pèrdua de senyal després d'encesndre's l'etapa superior |                                              |                                             |                                             |                                                        |                                                        |
| 5 de juny 04:15         | Estats Units - Trailblazer 1 | Estats Units - Trailblazer 1                 | Estats Units - Wallops Island               | Estats Units - Wallops Island               | Estats Units - NASA                                    | Estats Units - NASA                                    |
| 5 de juny 04:15         | | NASA                                         | Suborbital                                  | Prova de REV                                | 6 de juny                                              | Reeixit                                                |
| 5 de juny 04:15         | Apogeu: 260 km |                                              |                                             |                                             |                                                        |                                                        |
| 6 de juny 17:39         | Estats Units - SM-65D Atlas | Estats Units - SM-65D Atlas                  | Estats Units - Cape Canaveral LC-13         | Estats Units - Cape Canaveral LC-13         | Estats Units - Força Aèria dels Estats Units d'Amèrica | Estats Units - Força Aèria dels Estats Units d'Amèrica |
| 6 de juny 17:39         | | Força Aèria dels Estats Units d'Amèrica      | Suborbital                                  | Prova de míssils                            | 6 de juny                                              | Error de llançament                                    |
| 6 de juny 17:39         | Apogeu: 80 km |                                              |                                             |                                             |                                                        |                                                        |
| 8 de juny               | Estats Units - WS-199B Bold Orion I | Estats Units - WS-199B Bold Orion I          | Estats Units - B-47, Cape Canaveral         | Estats Units - B-47, Cape Canaveral         | Estats Units - Força Aèria dels Estats Units d'Amèrica | Estats Units - Força Aèria dels Estats Units d'Amèrica |
| 8 de juny               | | Força Aèria dels Estats Units d'Amèrica      | Suborbital                                  | Prova de míssils                            | 8 de juny                                              | Reeixit                                                |
| 8 de juny               | Apogeu: 100 km |                                              |                                             |                                             |                                                        |                                                        |
| 9 de juny 20:34         | Unió Soviètica - R-7 Semyorka | Unió Soviètica - R-7 Semyorka                | Unió Soviètica - Baikonur Site 1/5          | Unió Soviètica - Baikonur Site 1/5          | Unió Soviètica - MVS                                   | Unió Soviètica - MVS                                   |
| 9 de juny 20:34         | | MVS                                          | Suborbital                                  | Prova de míssils                            | 9 de juny                                              | Error de llançament                                    |
| 9 de juny 20:34         | Apogeu: 1000 km |                                              |                                             |                                             |                                                        |                                                        |
| 10 de juny 16:40        | Estats Units - Aerobee-150 (Hi) | Estats Units - Aerobee-150 (Hi)              | Estats Units - Holloman LC-A                | Estats Units - Holloman LC-A                | Estats Units - Força Aèria dels Estats Units d'Amèrica | Estats Units - Força Aèria dels Estats Units d'Amèrica |
| 10 de juny 16:40        | | Força Aèria dels Estats Units d'Amèrica      | Suborbital                                  |                                             | 10 de juny                                             | Reeixit                                                |
| 10 de juny 16:40        | Apogeu: 225 km |                                              |                                             |                                             |                                                        |                                                        |
| 11 de juny 06:44        | Estats Units - Thor DM-18 Able-II | Estats Units - Thor DM-18 Able-II            | Estats Units - Cape Canaveral LC-17A        | Estats Units - Cape Canaveral LC-17A        | Estats Units - Força Aèria dels Estats Units d'Amèrica | Estats Units - Força Aèria dels Estats Units d'Amèrica |
| 11 de juny 06:44        | Estats Units - RVX-1 | Força Aèria dels Estats Units d'Amèrica      | Suborbital                                  | Prova de REV                                | 11 de juny                                             | Reeixit                                                |
| 11 de juny 06:44        | Apogeu: 520 km |                                              |                                             |                                             |                                                        |                                                        |
| 11 de juny 13:03        | Regne Unit - Black Knight 201 | Regne Unit - Black Knight 201                | Austràlia - Woomera LA-5A                   | Austràlia - Woomera LA-5A                   | Regne Unit - RAE                                       | Regne Unit - RAE                                       |
| 11 de juny 13:03        | | RAE                                          | Suborbital                                  | Vol de proves                               | 11 de juny                                             | Reeixit                                                |
| 11 de juny 13:03        | Apogeu: 803 km |                                              |                                             |                                             |                                                        |                                                        |
| 12 de juny 18:57        | Estats Units - UGM-27 Polaris AX | Estats Units - UGM-27 Polaris AX             | Estats Units - Cape Canaveral LC-25A        | Estats Units - Cape Canaveral LC-25A        | Estats Units - Marina dels Estats Units d'Amèrica      | Estats Units - Marina dels Estats Units d'Amèrica      |
| 12 de juny 18:57        | | Marina dels Estats Units d'Amèrica           | Suborbital                                  | Prova de míssils                            | 12 de juny                                             | Error de llançament                                    |
| 12 de juny 18:57        | Apogeu: 10 km |                                              |                                             |                                             |                                                        |                                                        |
| 15 de juny              | Unió Soviètica - R-12 Dvina | Unió Soviètica - R-12 Dvina                  | Unió Soviètica - Kapustin Iar               | Unió Soviètica - Kapustin Iar               | Unió Soviètica - MVS                                   | Unió Soviètica - MVS                                   |
| 15 de juny              | | MVS                                          | Suborbital                                  | Prova de míssils                            | 15 de juny                                             | Reeixit                                                |
| 15 de juny              | Apogeu: 402 km |                                              |                                             |                                             |                                                        |                                                        |
| 16 de juny 21:45        | Estats Units - PGM-17 Thor DM-18A | Estats Units - PGM-17 Thor DM-18A            | Estats Units - Vandenberg LC-75-2-7         | Estats Units - Vandenberg LC-75-2-7         | Regne Unit - Royal Air Force                           | Regne Unit - Royal Air Force                           |
| 16 de juny 21:45        | | Royal Air Force                              | Suborbital                                  | Prova de míssils                            | 16 de juny                                             | Error de llançament                                    |
| 16 de juny 21:45        | El sistema d'orientació va fallar perquè s'actués com a seguretat els cables de l'eliminador abans del vol que no havien estat eliminats. El vehicle va ascendir verticalment abans de ser destruït per seguretat del vol. |                                              |                                             |                                             |                                                        |                                                        |
| 17 de juny              | Unió Soviètica - R-12 Dvina | Unió Soviètica - R-12 Dvina                  | Unió Soviètica - Kapustin Iar               | Unió Soviètica - Kapustin Iar               | Unió Soviètica - MVS                                   | Unió Soviètica - MVS                                   |
| 17 de juny              | | MVS                                          | Suborbital                                  | Prova de míssils                            | 17 de juny                                             | Reeixit                                                |
| 17 de juny              | Apogeu: 402 km |                                              |                                             |                                             |                                                        |                                                        |
| 18 de juny 08:08        | Unió Soviètica - Luna 8K72 | Unió Soviètica - Luna 8K72                   | Unió Soviètica - Baikonur Site 1/5          | Unió Soviètica - Baikonur Site 1/5          | Unió Soviètica - MVS                                   | Unió Soviètica - MVS                                   |
| 18 de juny 08:08        | Unió Soviètica - Luna-E1A-1 | MVS                                          | Destinat: Heliocèntrica                     | Impacte lunaror                             | 18 de juny                                             | Error de llançament                                    |
| 18 de juny 08:08        | El sistema d'orientació d'inèrcia va fallar als 153 segons després del llançament |                                              |                                             |                                             |                                                        |                                                        |
| 19 de juny              | Estats Units - WS-199B Bold Orion I | Estats Units - WS-199B Bold Orion I          | Estats Units - B-47, Cape Canaveral         | Estats Units - B-47, Cape Canaveral         | Estats Units - Força Aèria dels Estats Units d'Amèrica | Estats Units - Força Aèria dels Estats Units d'Amèrica |
| 19 de juny              | | Força Aèria dels Estats Units d'Amèrica      | Suborbital                                  | Prova de míssils                            | 19 de juny                                             | Reeixit                                                |
| 19 de juny              | Apogeu: 100 km |                                              |                                             |                                             |                                                        |                                                        |
| 21 de juny              | Unió Soviètica - R-5V Pobeda | Unió Soviètica - R-5V Pobeda                 | Unió Soviètica - Kapustin Iar               | Unió Soviètica - Kapustin Iar               | Unió Soviètica - AN                                    | Unió Soviètica - AN                                    |
| 21 de juny              | | AN                                           | Suborbital                                  | Solar                                       | 21 de juny                                             | Reeixit                                                |
| 21 de juny              | Apogeu: 400 km |                                              |                                             |                                             |                                                        |                                                        |
| 22 de juny 14:32        | Estats Units - Aerobee | Estats Units - Aerobee                       | Estats Units - Holloman LC-A                | Estats Units - Holloman LC-A                | Estats Units - Força Aèria dels Estats Units d'Amèrica | Estats Units - Força Aèria dels Estats Units d'Amèrica |
| 22 de juny 14:32        | | Força Aèria dels Estats Units d'Amèrica      | Suborbital                                  | Solar                                       | 22 de juny                                             | Reeixit                                                |
| 22 de juny 14:32        | Apogeu: 110 km |                                              |                                             |                                             |                                                        |                                                        |
| 22 de juny 20:16:09     | Estats Units - Vanguard | Estats Units - Vanguard                      | Estats Units - Cape Canaveral LC-18A        | Estats Units - Cape Canaveral LC-18A        | Estats Units - Marina dels Estats Units d'Amèrica      | Estats Units - Marina dels Estats Units d'Amèrica      |
| 22 de juny 20:16:09     | Estats Units - 20in Radiation Balance | NRL                                          | Destinat: Òrbita mitjana                    | Radiació                                    | 22 de juny                                             | Error de llançament                                    |
| 22 de juny 20:16:09     | El sistema de propulsió de la segona etapa va fallar, no es va poder arribar a l'òrbita |                                              |                                             |                                             |                                                        |                                                        |
| 23 de juny 01:26        | Regne Unit - Skylark-1 | Regne Unit - Skylark-1                       | Austràlia - Woomera LA-2                    | Austràlia - Woomera LA-2                    | Regne Unit - RAE                                       | Regne Unit - RAE                                       |
| 23 de juny 01:26        | | RAE                                          | Suborbital                                  | Vol de proves                               | 23 de juny                                             | Error de llançament                                    |
| 23 de juny 01:26        | Apogeu: 91 km |                                              |                                             |                                             |                                                        |                                                        |
| 24 de juny 12:10        | Estats Units - Aerobee-150 (Hi) | Estats Units - Aerobee-150 (Hi)              | Estats Units - Holloman LC-A                | Estats Units - Holloman LC-A                | Estats Units - Força Aèria dels Estats Units d'Amèrica | Estats Units - Força Aèria dels Estats Units d'Amèrica |
| 24 de juny 12:10        | | Força Aèria dels Estats Units d'Amèrica      | Suborbital                                  |                                             | 24 de juny                                             | Reeixit                                                |
| 24 de juny 12:10        | Apogeu: 200 km |                                              |                                             |                                             |                                                        |                                                        |
| 25 de juny 22:47:45     | Estats Units - Thor DM-18 Agena-A | Estats Units - Thor DM-18 Agena-A            | Estats Units - Vandenberg LC-75-3-5         | Estats Units - Vandenberg LC-75-3-5         | Estats Units - Força Aèria dels Estats Units d'Amèrica | Estats Units - Força Aèria dels Estats Units d'Amèrica |
| 25 de juny 22:47:45     | Estats Units - Discoverer 4 (KH-1 9001) | CIA DST                                      | Destinat: Òrbita baixa                      | Òptic Imatgeria                             | 25 de juny                                             | Error de llançament                                    |
| 25 de juny 22:47:45     | No es va encendre el tram superior, no es va poder arribar a l'òrbita |                                              |                                             |                                             |                                                        |                                                        |
| 26 de juny              | Estats Units - PGM-17 Thor DM-18A | Estats Units - PGM-17 Thor DM-18A            | Estats Units - Cape Canaveral LC-18B        | Estats Units - Cape Canaveral LC-18B        | Estats Units - Força Aèria dels Estats Units d'Amèrica | Estats Units - Força Aèria dels Estats Units d'Amèrica |
| 26 de juny              | | Força Aèria dels Estats Units d'Amèrica      | Suborbital                                  | Prova de míssils                            | 26 de juny                                             | Reeixit                                                |
| 26 de juny              | Apogeu: 520 km |                                              |                                             |                                             |                                                        |                                                        |
| 26 de juny              | Estats Units - Terrier-ASROC-Cajun | Estats Units - Terrier-ASROC-Cajun           | Estats Units - Point Arguello               | Estats Units - Point Arguello               | Estats Units - Marina dels Estats Units d'Amèrica      | Estats Units - Marina dels Estats Units d'Amèrica      |
| 26 de juny              | | Marina dels Estats Units d'Amèrica           | Suborbital                                  |                                             | 26 de juny                                             | Reeixit                                                |
| 26 de juny              | Apogeu: 100 km |                                              |                                             |                                             |                                                        |                                                        |
| 29 de juny 11:33        | Regne Unit - Black Knight 201 | Regne Unit - Black Knight 201                | Austràlia - Woomera LA-5A                   | Austràlia - Woomera LA-5A                   | Regne Unit - RAE                                       | Regne Unit - RAE                                       |
| 29 de juny 11:33        | | RAE                                          | Suborbital                                  | Vol de proves                               | 29 de juny                                             | Reeixit                                                |
| 29 de juny 11:33        | Apogeu: 442 km |                                              |                                             |                                             |                                                        |                                                        |
| 30 de juny 02:37        | Estats Units - PGM-17 Thor DM-18A | Estats Units - PGM-17 Thor DM-18A            | Estats Units - Cape Canaveral LC-17B        | Estats Units - Cape Canaveral LC-17B        | Estats Units - Força Aèria dels Estats Units d'Amèrica | Estats Units - Força Aèria dels Estats Units d'Amèrica |
| 30 de juny 02:37        | | Força Aèria dels Estats Units d'Amèrica      | Suborbital                                  | Prova de míssils                            | 30 de juny                                             | Reeixit                                                |
| 30 de juny 02:37        | Apogeu: 1000 km |                                              |                                             |                                             |                                                        |                                                        |
| 29 de juny 15:42        | Estats Units - UGM-27 Polaris AX | Estats Units - UGM-27 Polaris AX             | Estats Units - Cape Canaveral LC-25A        | Estats Units - Cape Canaveral LC-25A        | Estats Units - Marina dels Estats Units d'Amèrica      | Estats Units - Marina dels Estats Units d'Amèrica      |
| 29 de juny 15:42        | | Marina dels Estats Units d'Amèrica           | Suborbital                                  | Prova de míssils                            | 29 de juny                                             | Reeixit                                                |
| 29 de juny 15:42        | Apogeu: 500 km |                                              |                                             |                                             |                                                        |                                                        |
| Juny                    | Unió Soviètica - R-13 | Unió Soviètica - R-13                        | Unió Soviètica - Kapustin Iar               | Unió Soviètica - Kapustin Iar               | Unió Soviètica - VMF                                   | Unió Soviètica - VMF                                   |
| Juny                    | | VMF                                          | Suborbital                                  | Prova de míssils                            | rowspan=1                                              | Reeixit                                                |
| Juny                    | Apogeu: 150 km |                                              |                                             |                                             |                                                        |                                                        |
| Juliol                  | |                                              |                                             |                                             |                                                        |                                                        |
| 2 de juliol 06:40       | Alemanya Unió Soviètica - R-2 | Alemanya Unió Soviètica - R-2                | Unió Soviètica - Kapustin Iar               | Unió Soviètica - Kapustin Iar               | Unió Soviètica - MVS                                   | Unió Soviètica - MVS                                   |
| 2 de juliol 06:40       | | MVS                                          | Suborbital                                  |                                             | 2 de juliol                                            | Reeixit                                                |
| 2 de juliol 06:40       | Apogeu: 220 km |                                              |                                             |                                             |                                                        |                                                        |
| 7 de juliol 11:15       | Estats Units - Javelin | Estats Units - Javelin                       | Estats Units - Wallops Island               | Estats Units - Wallops Island               | Estats Units - Força Aèria dels Estats Units d'Amèrica | Estats Units - Força Aèria dels Estats Units d'Amèrica |
| 7 de juliol 11:15       | | AFSWC                                        | Suborbital                                  | Vol de proves                               | 7 de juliol                                            | Reeixit                                                |
| 7 de juliol 11:15       | Apogeu: 1045 km |                                              |                                             |                                             |                                                        |                                                        |
| 10 de juliol 01:01      | Estats Units - PGM-19 Jupiter | Estats Units - PGM-19 Jupiter                | Estats Units - Cape Canaveral LC-26B        | Estats Units - Cape Canaveral LC-26B        | Estats Units - Força Aèria dels Estats Units d'Amèrica | Estats Units - Força Aèria dels Estats Units d'Amèrica |
| 10 de juliol 01:01      | | Força Aèria dels Estats Units d'Amèrica      | Suborbital                                  | Prova de míssils                            | 10 de juliol                                           | Reeixit                                                |
| 10 de juliol 01:01      | Apogeu: 500 km |                                              |                                             |                                             |                                                        |                                                        |
| 10 de juliol 04:47      | Alemanya Unió Soviètica - R-2 | Alemanya Unió Soviètica - R-2                | Unió Soviètica - Kapustin Iar               | Unió Soviètica - Kapustin Iar               | Unió Soviètica - MVS                                   | Unió Soviètica - MVS                                   |
| 10 de juliol 04:47      | | MVS                                          | Suborbital                                  |                                             | 10 de juliol                                           | Reeixit                                                |
| 10 de juliol 04:47      | Apogeu: 100 km |                                              |                                             |                                             |                                                        |                                                        |
| 14 de juliol 03:40      | Alemanya Unió Soviètica - R-2 | Alemanya Unió Soviètica - R-2                | Unió Soviètica - Kapustin Iar               | Unió Soviètica - Kapustin Iar               | Unió Soviètica - MVS                                   | Unió Soviètica - MVS                                   |
| 14 de juliol 03:40      | | MVS                                          | Suborbital                                  |                                             | 14 de juliol                                           | Reeixit                                                |
| 14 de juliol 03:40      | Apogeu: 203 km |                                              |                                             |                                             |                                                        |                                                        |
| 14 de juliol 17:45      | Estats Units - Nike-Asp | Estats Units - Nike-Asp                      | Estats Units - Point Arguello LC-A          | Estats Units - Point Arguello LC-A          | Estats Units - Marina dels Estats Units d'Amèrica      | Estats Units - Marina dels Estats Units d'Amèrica      |
| 14 de juliol 17:45      | | NASA                                         | Suborbital                                  | Solar                                       | 14 de juliol                                           | Reeixit                                                |
| 14 de juliol 17:45      | Apogeu: 200 km |                                              |                                             |                                             |                                                        |                                                        |
| 15 de juliol 16:59      | Estats Units - UGM-27 Polaris AX | Estats Units - UGM-27 Polaris AX             | Estats Units - Cape Canaveral LC-25A        | Estats Units - Cape Canaveral LC-25A        | Estats Units - Marina dels Estats Units d'Amèrica      | Estats Units - Marina dels Estats Units d'Amèrica      |
| 15 de juliol 16:59      | | Marina dels Estats Units d'Amèrica           | Suborbital                                  | Prova de míssils                            | 15 de juliol                                           | Error de llançament                                    |
| 15 de juliol 16:59      | Apogeu: 2 km |                                              |                                             |                                             |                                                        |                                                        |
| 16 de juliol 17:37:03   | Estats Units - Juno II | Estats Units - Juno II                       | Estats Units - Cape Canaveral LC-5          | Estats Units - Cape Canaveral LC-5          | Estats Units - ABMA                                    | Estats Units - ABMA                                    |
| 16 de juliol 17:37:03   | Estats Units - Explorer S-6 | NASA                                         | Destinat: Òrbita baixa                      | Científic                                   | +5.5 segons                                            | Error de llançament                                    |
| 16 de juliol 17:37:03   | Destroyed by range safety after rocket went out of control |                                              |                                             |                                             |                                                        |                                                        |
| 17 de juliol 17:40      | Estats Units - Nike-Asp | Estats Units - Nike-Asp                      | Estats Units - Point Arguello LC-A          | Estats Units - Point Arguello LC-A          | Estats Units - Marina dels Estats Units d'Amèrica      | Estats Units - Marina dels Estats Units d'Amèrica      |
| 17 de juliol 17:40      | | Marina dels Estats Units d'Amèrica           | Suborbital                                  |                                             | 17 de juliol                                           | Error de llançament                                    |
| 17 de juliol 17:40      | Apogeu: 10 km |                                              |                                             |                                             |                                                        |                                                        |
| 18 de juliol 18:15      | Unió Soviètica - R-7 Semyorka | Unió Soviètica - R-7 Semyorka                | Unió Soviètica - Baikonur Site 1/5          | Unió Soviètica - Baikonur Site 1/5          | Unió Soviètica - MVS                                   | Unió Soviètica - MVS                                   |
| 18 de juliol 18:15      | | MVS                                          | Suborbital                                  | Prova de míssils                            | 18 de juliol                                           | Reeixit                                                |
| 18 de juliol 18:15      | Apogeu: 1350 km |                                              |                                             |                                             |                                                        |                                                        |
| 20 de juliol            | Unió Soviètica - R-11A Zemlya | Unió Soviètica - R-11A Zemlya                | Unió Soviètica - Kapustin Iar               | Unió Soviètica - Kapustin Iar               | Unió Soviètica - AN                                    | Unió Soviètica - AN                                    |
| 20 de juliol            | | AN                                           | Suborbital                                  |                                             | 20 de juliol                                           | Reeixit                                                |
| 20 de juliol            | Apogeu: 200 km |                                              |                                             |                                             |                                                        |                                                        |
| 21 de juliol 02:00      | Unió Soviètica - R-11A Zemlya | Unió Soviètica - R-11A Zemlya                | Unió Soviètica - Kapustin Iar               | Unió Soviètica - Kapustin Iar               | Unió Soviètica - MVS                                   | Unió Soviètica - MVS                                   |
| 21 de juliol 02:00      | | MVS                                          | Suborbital                                  |                                             | 21 de juliol                                           | Reeixit                                                |
| 21 de juliol 02:00      | Apogeu: 105 km |                                              |                                             |                                             |                                                        |                                                        |
| 21 de juliol 05:22      | Estats Units - SM-65C Atlas | Estats Units - SM-65C Atlas                  | Estats Units - Cape Canaveral LC-12         | Estats Units - Cape Canaveral LC-12         | Estats Units - Força Aèria dels Estats Units d'Amèrica | Estats Units - Força Aèria dels Estats Units d'Amèrica |
| 21 de juliol 05:22      | | Força Aèria dels Estats Units d'Amèrica      | Suborbital                                  | Prova de míssils                            | 21 de juliol                                           | Reeixit                                                |
| 21 de juliol 05:22      | Apogeu: 900 km |                                              |                                             |                                             |                                                        |                                                        |
| 21 de juliol 07:33      | Estats Units - PGM-17 Thor DM-18A | Estats Units - PGM-17 Thor DM-18A            | Estats Units - Cape Canaveral LC-17B        | Estats Units - Cape Canaveral LC-17B        | Estats Units - Força Aèria dels Estats Units d'Amèrica | Estats Units - Força Aèria dels Estats Units d'Amèrica |
| 21 de juliol 07:33      | | Força Aèria dels Estats Units d'Amèrica      | Suborbital                                  | Prova de míssils                            | 21 de juliol                                           | Error de llançament                                    |
| 21 de juliol 07:33      | Apogeu: 1 km |                                              |                                             |                                             |                                                        |                                                        |
| 21 de juliol 14:00      | Estats Units - Aerobee-150 (Hi) | Estats Units - Aerobee-150 (Hi)              | Estats Units - White Sands LC-35            | Estats Units - White Sands LC-35            | Estats Units - Marina dels Estats Units d'Amèrica      | Estats Units - Marina dels Estats Units d'Amèrica      |
| 21 de juliol 14:00      | | NRL                                          | Suborbital                                  |                                             | 21 de juliol                                           | Reeixit                                                |
| 21 de juliol 14:00      | Apogeu: 197 km |                                              |                                             |                                             |                                                        |                                                        |
| 21 de juliol 14:00      | Unió Soviètica - R-11A Zemlya | Unió Soviètica - R-11A Zemlya                | Unió Soviètica - Kapustin Iar               | Unió Soviètica - Kapustin Iar               | Unió Soviètica - MVS                                   | Unió Soviètica - MVS                                   |
| 21 de juliol 14:00      | | MVS                                          | Suborbital                                  |                                             | 21 de juliol                                           | Reeixit                                                |
| 21 de juliol 14:00      | Apogeu: 105 km |                                              |                                             |                                             |                                                        |                                                        |
| 21 de juliol            | Alemanya Unió Soviètica - R-2 | Alemanya Unió Soviètica - R-2                | Unió Soviètica - Kapustin Iar               | Unió Soviètica - Kapustin Iar               | Unió Soviètica - MVS                                   | Unió Soviètica - MVS                                   |
| 21 de juliol            | | MVS                                          | Suborbital                                  |                                             | 21 de juliol                                           | Reeixit                                                |
| 21 de juliol            | Apogeu: 105 km |                                              |                                             |                                             |                                                        |                                                        |
| 21 de juliol            | Estats Units - Javelin | Estats Units - Javelin                       | Estats Units - Wallops Island               | Estats Units - Wallops Island               | Estats Units - Força Aèria dels Estats Units d'Amèrica | Estats Units - Força Aèria dels Estats Units d'Amèrica |
| 21 de juliol            | | AFSWC                                        | Suborbital                                  | Vol de proves                               | 21 de juliol                                           | Error de llançament                                    |
| 21 de juliol            | Apogeu: 100 km |                                              |                                             |                                             |                                                        |                                                        |
| 22 de juliol 01:14      | Unió Soviètica - R-11A Zemlya | Unió Soviètica - R-11A Zemlya                | Unió Soviètica - Kapustin Iar               | Unió Soviètica - Kapustin Iar               | Unió Soviètica - MVS                                   | Unió Soviètica - MVS                                   |
| 22 de juliol 01:14      | | MVS                                          | Suborbital                                  |                                             | 22 de juliol                                           | Reeixit                                                |
| 22 de juliol 01:14      | Apogeu: 211 km |                                              |                                             |                                             |                                                        |                                                        |
| 24 de juliol 12:47      | Estats Units - PGM-17 Thor DM-18A | Estats Units - PGM-17 Thor DM-18A            | Estats Units - Cape Canaveral LC-18B        | Estats Units - Cape Canaveral LC-18B        | Estats Units - Força Aèria dels Estats Units d'Amèrica | Estats Units - Força Aèria dels Estats Units d'Amèrica |
| 24 de juliol 12:47      | | Força Aèria dels Estats Units d'Amèrica      | Suborbital                                  | Prova de míssils                            | 24 de juliol                                           | Reeixit                                                |
| 24 de juliol 12:47      | Apogeu: 520 km |                                              |                                             |                                             |                                                        |                                                        |
| 24 de juliol 16:34      | Estats Units - Nike-Asp | Estats Units - Nike-Asp                      | Estats Units - Point Arguello LC-A          | Estats Units - Point Arguello LC-A          | Estats Units - Marina dels Estats Units d'Amèrica      | Estats Units - Marina dels Estats Units d'Amèrica      |
| 24 de juliol 16:34      | | Marina dels Estats Units d'Amèrica           | Suborbital                                  | Solar                                       | 24 de juliol                                           | Reeixit                                                |
| 24 de juliol 16:34      | Apogeu: 227 km |                                              |                                             |                                             |                                                        |                                                        |
| 24 de juliol            | Unió Soviètica - R-12 Dvina | Unió Soviètica - R-12 Dvina                  | Unió Soviètica - Kapustin Iar               | Unió Soviètica - Kapustin Iar               | Unió Soviètica - MVS                                   | Unió Soviètica - MVS                                   |
| 24 de juliol            | | MVS                                          | Suborbital                                  | Prova de míssils                            | 24 de juliol                                           | Reeixit                                                |
| 24 de juliol            | Apogeu: 402 km |                                              |                                             |                                             |                                                        |                                                        |
| 25 de juliol            | Unió Soviètica - R-12 Dvina | Unió Soviètica - R-12 Dvina                  | Unió Soviètica - Kapustin Iar               | Unió Soviètica - Kapustin Iar               | Unió Soviètica - MVS                                   | Unió Soviètica - MVS                                   |
| 25 de juliol            | | MVS                                          | Suborbital                                  | Prova de míssils                            | 25 de juliol                                           | Reeixit                                                |
| 25 de juliol            | Apogeu: 402 km |                                              |                                             |                                             |                                                        |                                                        |
| 26 de juliol            | Unió Soviètica - R-12 Dvina | Unió Soviètica - R-12 Dvina                  | Unió Soviètica - Kapustin Iar               | Unió Soviètica - Kapustin Iar               | Unió Soviètica - MVS                                   | Unió Soviètica - MVS                                   |
| 26 de juliol            | | MVS                                          | Suborbital                                  | Prova de míssils                            | 26 de juliol                                           | Reeixit                                                |
| 26 de juliol            | Apogeu: 402 km |                                              |                                             |                                             |                                                        |                                                        |
| 28 de juliol            | Unió Soviètica - R-12 Dvina | Unió Soviètica - R-12 Dvina                  | Unió Soviètica - Kapustin Iar               | Unió Soviètica - Kapustin Iar               | Unió Soviètica - MVS                                   | Unió Soviètica - MVS                                   |
| 28 de juliol            | | MVS                                          | Suborbital                                  | Prova de míssils                            | 28 de juliol                                           | Reeixit                                                |
| 28 de juliol            | Apogeu: 402 km |                                              |                                             |                                             |                                                        |                                                        |
| 29 de juliol 04:10      | Estats Units - SM-65D Atlas | Estats Units - SM-65D Atlas                  | Estats Units - Cape Canaveral LC-11         | Estats Units - Cape Canaveral LC-11         | Estats Units - Força Aèria dels Estats Units d'Amèrica | Estats Units - Força Aèria dels Estats Units d'Amèrica |
| 29 de juliol 04:10      | | Força Aèria dels Estats Units d'Amèrica      | Suborbital                                  | Prova de míssils                            | 29 de juliol                                           | Reeixit                                                |
| 29 de juliol 04:10      | Apogeu: 1800 km |                                              |                                             |                                             |                                                        |                                                        |
| 30 de juliol 04:00      | Unió Soviètica - R-7 Semyorka | Unió Soviètica - R-7 Semyorka                | Unió Soviètica - Baikonur Site 1/5          | Unió Soviètica - Baikonur Site 1/5          | Unió Soviètica - MVS                                   | Unió Soviètica - MVS                                   |
| 30 de juliol 04:00      | | MVS                                          | Suborbital                                  | Prova de míssils                            | 30 de juliol                                           | Reeixit                                                |
| 30 de juliol 04:00      | Apogeu: 1350 km |                                              |                                             |                                             |                                                        |                                                        |
| 31 de juliol            | Unió Soviètica - R-12 Dvina | Unió Soviètica - R-12 Dvina                  | Unió Soviètica - Kapustin Iar               | Unió Soviètica - Kapustin Iar               | Unió Soviètica - MVS                                   | Unió Soviètica - MVS                                   |
| 31 de juliol            | | MVS                                          | Suborbital                                  | Prova de míssils                            | 31 de juliol                                           | Reeixit                                                |
| 31 de juliol            | Apogeu: 402 km |                                              |                                             |                                             |                                                        |                                                        |
| Agost                   | |                                              |                                             |                                             |                                                        |                                                        |
| 3 d'agost 21:41         | Estats Units - PGM-17 Thor DM-18A | Estats Units - PGM-17 Thor DM-18A            | Estats Units - Vandenberg LC-75-1-1         | Estats Units - Vandenberg LC-75-1-1         | Regne Unit - Royal Air Force                           | Regne Unit - Royal Air Force                           |
| 3 d'agost 21:41         | | Royal Air Force                              | Suborbital                                  | Prova de míssils                            | 3 d'agost                                              | Reeixit                                                |
| 3 d'agost 21:41         | Apogeu: 520 km |                                              |                                             |                                             |                                                        |                                                        |
| 6 d'agost 02:48         | Estats Units - PGM-17 Thor DM-18A | Estats Units - PGM-17 Thor DM-18A            | Estats Units - Cape Canaveral LC-17B        | Estats Units - Cape Canaveral LC-17B        | Estats Units - Força Aèria dels Estats Units d'Amèrica | Estats Units - Força Aèria dels Estats Units d'Amèrica |
| 6 d'agost 02:48         | | Força Aèria dels Estats Units d'Amèrica      | Suborbital                                  | Prova de míssils                            | 6 d'agost                                              | Reeixit                                                |
| 6 d'agost 02:48         | Apogeu: 520 km |                                              |                                             |                                             |                                                        |                                                        |
| 6 d'agost               | Estats Units - UGM-27 Polaris AX | Estats Units - UGM-27 Polaris AX             | Estats Units - Cape Canaveral LC-25A        | Estats Units - Cape Canaveral LC-25A        | Estats Units - Marina dels Estats Units d'Amèrica      | Estats Units - Marina dels Estats Units d'Amèrica      |
| 6 d'agost               | | Marina dels Estats Units d'Amèrica           | Suborbital                                  | Prova de míssils                            | 6 d'agost                                              | Error de llançament                                    |
| 6 d'agost               | Apogeu: 10 km |                                              |                                             |                                             |                                                        |                                                        |
| 7 d'agost 14:24:20      | Estats Units - Thor DM-18 Able-III | Estats Units - Thor DM-18 Able-III           | Estats Units - Cape Canaveral LC-17A        | Estats Units - Cape Canaveral LC-17A        | Estats Units - Força Aèria dels Estats Units d'Amèrica | Estats Units - Força Aèria dels Estats Units d'Amèrica |
| 7 d'agost 14:24:20      | Estats Units - Explorer 6 | Força Aèria dels Estats Units d'Amèrica      | Altament el·líptica                         | Radiació Imatgeria                          | 30 de juny 1961                                        | Reeixit                                                |
| 7 d'agost 17:05         | Estats Units - Nike-Asp | Estats Units - Nike-Asp                      | Estats Units - Point Arguello LC-A          | Estats Units - Point Arguello LC-A          | Estats Units - Marina dels Estats Units d'Amèrica      | Estats Units - Marina dels Estats Units d'Amèrica      |
| 7 d'agost 17:05         | | Marina dels Estats Units d'Amèrica           | Suborbital                                  | Solar                                       | 7 d'agost                                              | Reeixit                                                |
| 7 d'agost 17:05         | Apogeu: 225 km |                                              |                                             |                                             |                                                        |                                                        |
| 7 d'agost               | Unió Soviètica - R-12 Dvina | Unió Soviètica - R-12 Dvina                  | Unió Soviètica - Kapustin Iar               | Unió Soviètica - Kapustin Iar               | Unió Soviètica - MVS                                   | Unió Soviètica - MVS                                   |
| 7 d'agost               | | MVS                                          | Suborbital                                  | Prova de míssils                            | 7 d'agost                                              | Reeixit                                                |
| 7 d'agost               | Apogeu: 402 km |                                              |                                             |                                             |                                                        |                                                        |
| 7 d'agost               | Estats Units - Arcon | Estats Units - Arcon                         | Estats Units - Wallops Island               | Estats Units - Wallops Island               | Estats Units - NASA                                    | Estats Units - NASA                                    |
| 7 d'agost               | | NASA                                         | Suborbital                                  | Vol de proves                               | 7 d'agost                                              | Error de llançament                                    |
| 7 d'agost               | Apogeu: 20 km |                                              |                                             |                                             |                                                        |                                                        |
| 7 d'agost               | Estats Units - Arcon | Estats Units - Arcon                         | Estats Units - Wallops Island               | Estats Units - Wallops Island               | Estats Units - NASA                                    | Estats Units - NASA                                    |
| 7 d'agost               | | NASA                                         | Suborbital                                  | Vol de proves                               | 7 d'agost                                              | Error de llançament                                    |
| 7 d'agost               | Apogeu: 50 km |                                              |                                             |                                             |                                                        |                                                        |
| 7 d'agost               | Estats Units - Arcon | Estats Units - Arcon                         | Estats Units - Wallops Island               | Estats Units - Wallops Island               | Estats Units - NASA                                    | Estats Units - NASA                                    |
| 7 d'agost               | | NASA                                         | Suborbital                                  | Vol de proves                               | 7 d'agost                                              | Error de llançament                                    |
| 7 d'agost               | Apogeu: 104 km |                                              |                                             |                                             |                                                        |                                                        |
| 11 d'agost 18:01        | Estats Units - SM-65D Atlas | Estats Units - SM-65D Atlas                  | Estats Units - Cape Canaveral LC-13         | Estats Units - Cape Canaveral LC-13         | Estats Units - Força Aèria dels Estats Units d'Amèrica | Estats Units - Força Aèria dels Estats Units d'Amèrica |
| 11 d'agost 18:01        | | Força Aèria dels Estats Units d'Amèrica      | Suborbital                                  | Prova de míssils                            | 11 d'agost                                             | Reeixit                                                |
| 11 d'agost 18:01        | Apogeu: 1800 km |                                              |                                             |                                             |                                                        |                                                        |
| 12 d'agost              | Estats Units - Terrier-ASROC-Cajun | Estats Units - Terrier-ASROC-Cajun           | Estats Units - Point Arguello               | Estats Units - Point Arguello               | Estats Units - Marina dels Estats Units d'Amèrica      | Estats Units - Marina dels Estats Units d'Amèrica      |
| 12 d'agost              | | Marina dels Estats Units d'Amèrica           | Suborbital                                  |                                             | 12 d'agost                                             | Error de llançament                                    |
| 13 d'agost 19:00:08     | Estats Units - Thor DM-18 Agena-A | Estats Units - Thor DM-18 Agena-A            | Estats Units - Vandenberg LC-75-3-4         | Estats Units - Vandenberg LC-75-3-4         | Estats Units - Força Aèria dels Estats Units d'Amèrica | Estats Units - Força Aèria dels Estats Units d'Amèrica |
| 13 d'agost 19:00:08     | Estats Units - Discoverer 5 (KH-1 9002) | CIA DST                                      | Òrbita baixa                                | Òptic Imatgeria                             | 11 de febrer 1961                                      | Error del vehicle                                      |
| 13 d'agost 19:00:08     | Error en el sistema elèctric. Es va sortir de l'òrbita en impulsar-se en la direcció incorrecta, elevació de l'òrbita |                                              |                                             |                                             |                                                        |                                                        |
| 13 d'agost 23:14        | Unió Soviètica - R-7 Semyorka | Unió Soviètica - R-7 Semyorka                | Unió Soviètica - Baikonur Site 1/5          | Unió Soviètica - Baikonur Site 1/5          | Unió Soviètica - MVS                                   | Unió Soviètica - MVS                                   |
| 13 d'agost 23:14        | | MVS                                          | Suborbital                                  | Prova de míssils                            | 13 d'agost                                             | Reeixit                                                |
| 13 d'agost 23:14        | Apogeu: 1350 km |                                              |                                             |                                             |                                                        |                                                        |
| 13 d'agost              | Unió Soviètica - R-12 Dvina | Unió Soviètica - R-12 Dvina                  | Unió Soviètica - Kapustin Iar               | Unió Soviètica - Kapustin Iar               | Unió Soviètica - MVS                                   | Unió Soviètica - MVS                                   |
| 13 d'agost              | | MVS                                          | Suborbital                                  | Prova de míssils                            | 13 d'agost                                             | Error de llançament                                    |
| 14 d'agost 09:00        | Estats Units - PGM-17 Thor DM-18A | Estats Units - PGM-17 Thor DM-18A            | Estats Units - Cape Canaveral LC-18B        | Estats Units - Cape Canaveral LC-18B        | Estats Units - Força Aèria dels Estats Units d'Amèrica | Estats Units - Força Aèria dels Estats Units d'Amèrica |
| 14 d'agost 09:00        | | Força Aèria dels Estats Units d'Amèrica      | Suborbital                                  | Prova de míssils                            | 14 d'agost                                             | Reeixit                                                |
| 14 d'agost 09:00        | Apogeu: 520 km |                                              |                                             |                                             |                                                        |                                                        |
| 14 d'agost 16:00        | Estats Units - HGM-25A Titan I | Estats Units - HGM-25A Titan I               | Estats Units - Cape Canaveral LC-19         | Estats Units - Cape Canaveral LC-19         | Estats Units - Força Aèria dels Estats Units d'Amèrica | Estats Units - Força Aèria dels Estats Units d'Amèrica |
| 14 d'agost 16:00        | | Força Aèria dels Estats Units d'Amèrica      | Suborbital                                  | Prova de míssils                            | +0 segons                                              | Error de llançament                                    |
| 14 d'agost 16:00        | Primera prova del Titan I, perns de subjecció alliberats abans d'hora, el coet va explotar en la plataforma de llançament                                                                                                  |                                              |                                             |                                             |                                                        |                                                        |
| 14 d'agost 16:00        | Estats Units - Nike-Asp | Estats Units - Nike-Asp                      | Estats Units - Point Arguello LC-A          | Estats Units - Point Arguello LC-A          | Estats Units - Marina dels Estats Units d'Amèrica      | Estats Units - Marina dels Estats Units d'Amèrica      |
| 14 d'agost 16:00        | | Marina dels Estats Units d'Amèrica           | Suborbital                                  | Solar                                       | 14 d'agost                                             | Reeixit                                                |
| 14 d'agost 16:00        | Apogeu: 237 km |                                              |                                             |                                             |                                                        |                                                        |
| 14 d'agost 19:30        | Estats Units - UGM-27 Polaris AX | Estats Units - UGM-27 Polaris AX             | Estats Units - Cape Canaveral LC-25B        | Estats Units - Cape Canaveral LC-25B        | Estats Units - Marina dels Estats Units d'Amèrica      | Estats Units - Marina dels Estats Units d'Amèrica      |
| 14 d'agost 19:30        | | Marina dels Estats Units d'Amèrica           | Suborbital                                  | Prova de míssils                            | 14 d'agost                                             | Reeixit                                                |
| 14 d'agost 19:30        | Apogeu: 500 km |                                              |                                             |                                             |                                                        |                                                        |
| 14 d'agost 19:36:04     | Estats Units - PGM-17 Thor DM-18A | Estats Units - PGM-17 Thor DM-18A            | Estats Units - Vandenberg LC-75-2-6         | Estats Units - Vandenberg LC-75-2-6         | Regne Unit - Royal Air Force                           | Regne Unit - Royal Air Force                           |
| 14 d'agost 19:36:04     | | Royal Air Force                              | Suborbital                                  | Prova de míssils                            | 14 d'agost                                             | Error de llançament                                    |
| 15 d'agost 00:31:00     | Estats Units - Juno II | Estats Units - Juno II                       | Estats Units - Cape Canaveral LC-26B        | Estats Units - Cape Canaveral LC-26B        | Estats Units - ABMA                                    | Estats Units - ABMA                                    |
| 15 d'agost 00:31:00     | Estats Units - Beacon 2 | NASA/Exèrcit dels Estats Units d'Amèrica     | Destinat: Òrbita baixa                      | Tecnologia                                  | 15 d'agost                                             | Error de llançament                                    |
| 15 d'agost 00:31:00     | Prematura separació de la primera etapa, no es va poder arribar a l'òrbita |                                              |                                             |                                             |                                                        |                                                        |
| 17 d'agost 09:18        | Estats Units - Nike-Asp | Estats Units - Nike-Asp                      | Estats Units - Wallops Island               | Estats Units - Wallops Island               | Estats Units - NASA                                    | Estats Units - NASA                                    |
| 17 d'agost 09:18        | | Marina dels Estats Units d'Amèrica           | Suborbital                                  | Aeronomia                                   | 17 d'agost                                             | Reeixit                                                |
| 17 d'agost 09:18        | Apogeu: 236 km, s'allibera sodi |                                              |                                             |                                             |                                                        |                                                        |
| 19 d'agost 00:20        | Regne Unit - Skylark-2 | Regne Unit - Skylark-2                       | Austràlia - Woomera LA-2                    | Austràlia - Woomera LA-2                    | Regne Unit - RAE                                       | Regne Unit - RAE                                       |
| 19 d'agost 00:20        | | UCL                                          | Suborbital                                  | Ionosfèric                                  | 19 d'agost                                             | Reeixit                                                |
| 19 d'agost 00:20        | Apogeu: 144 km |                                              |                                             |                                             |                                                        |                                                        |
| 19 d'agost 00:34        | Estats Units - Nike-Asp | Estats Units - Nike-Asp                      | Estats Units - Wallops Island               | Estats Units - Wallops Island               | Estats Units - NASA                                    | Estats Units - NASA                                    |
| 19 d'agost 00:34        | | NASA                                         | Suborbital                                  | Aeronomia                                   | 19 d'agost                                             | Error de llançament                                    |
| 19 d'agost 00:34        | Apogeu: 30 km, s'allibera sodi |                                              |                                             |                                             |                                                        |                                                        |
| 19 d'agost 19:24:44     | Estats Units - Thor DM-18 Agena-A | Estats Units - Thor DM-18 Agena-A            | Estats Units - Vandenberg LC-75-3-5         | Estats Units - Vandenberg LC-75-3-5         | Estats Units - Força Aèria dels Estats Units d'Amèrica | Estats Units - Força Aèria dels Estats Units d'Amèrica |
| 19 d'agost 19:24:44     | Estats Units - Discoverer 6 (KH-1 9003) | CIA DST                                      | Òrbita baixa                                | Òptic Imatgeria                             | 20 d'octubre                                           | Error del vehicle                                      |
| 19 d'agost 19:24:44     | Error en el retrocoet |                                              |                                             |                                             |                                                        |                                                        |
| 22 d'agost 00:45        | Estats Units - Aerobee-150 (Hi) | Estats Units - Aerobee-150 (Hi)              | Estats Units - White Sands LC-35            | Estats Units - White Sands LC-35            | Estats Units - Força Aèria dels Estats Units d'Amèrica | Estats Units - Força Aèria dels Estats Units d'Amèrica |
| 22 d'agost 00:45        | | Força Aèria dels Estats Units d'Amèrica      | Suborbital                                  |                                             | 22 d'agost                                             | Reeixit                                                |
| 22 d'agost 00:45        | Apogeu: 230 km |                                              |                                             |                                             |                                                        |                                                        |
| 22 d'agost 02:30        | Estats Units - Nike-Asp | Estats Units - Nike-Asp                      | Estats Units - Point Arguello LC-A          | Estats Units - Point Arguello LC-A          | Estats Units - Marina dels Estats Units d'Amèrica      | Estats Units - Marina dels Estats Units d'Amèrica      |
| 22 d'agost 02:30        | | Marina dels Estats Units d'Amèrica           | Suborbital                                  | Solar                                       | 22 d'agost                                             | Reeixit                                                |
| 22 d'agost 02:30        | Apogeu: 200 km |                                              |                                             |                                             |                                                        |                                                        |
| 24 d'agost 15:33        | Estats Units - SM-65C Atlas | Estats Units - SM-65C Atlas                  | Estats Units - Cape Canaveral LC-12         | Estats Units - Cape Canaveral LC-12         | Estats Units - Força Aèria dels Estats Units d'Amèrica | Estats Units - Força Aèria dels Estats Units d'Amèrica |
| 24 d'agost 15:33        | | Força Aèria dels Estats Units d'Amèrica      | Suborbital                                  | Prova de míssils                            | 24 d'agost                                             | Reeixit                                                |
| 24 d'agost 15:33        | Apogeu: 1400 km |                                              |                                             |                                             |                                                        |                                                        |
| 24 d'agost 22:47        | Estats Units - Nike-Asp | Estats Units - Nike-Asp                      | Estats Units - Point Arguello LC-A          | Estats Units - Point Arguello LC-A          | Estats Units - Marina dels Estats Units d'Amèrica      | Estats Units - Marina dels Estats Units d'Amèrica      |
| 24 d'agost 22:47        | | Marina dels Estats Units d'Amèrica           | Suborbital                                  |                                             | 24 d'agost                                             | Reeixit                                                |
| 24 d'agost 22:47        | Apogeu: 200 km |                                              |                                             |                                             |                                                        |                                                        |
| 25 d'agost              | Estats Units - UGM-27 Polaris AX | Estats Units - UGM-27 Polaris AX             | Estats Units - Cape Canaveral LC-25A        | Estats Units - Cape Canaveral LC-25A        | Estats Units - Marina dels Estats Units d'Amèrica      | Estats Units - Marina dels Estats Units d'Amèrica      |
| 25 d'agost              | | Marina dels Estats Units d'Amèrica           | Suborbital                                  | Prova de míssils                            | 25 d'agost                                             | Error de llançament                                    |
| 25 d'agost              | Apogeu: 10 km |                                              |                                             |                                             |                                                        |                                                        |
| 26 d'agost 17:35        | Estats Units - Nike-Zeus A | Estats Units - Nike-Zeus A                   | Estats Units - White Sands LC-38            | Estats Units - White Sands LC-38            | Estats Units - Exèrcit dels Estats Units d'Amèrica     | Estats Units - Exèrcit dels Estats Units d'Amèrica     |
| 26 d'agost 17:35        | | Exèrcit dels Estats Units d'Amèrica          | Suborbital                                  | Vol de proves                               | 26 d'agost                                             | Error de llançament                                    |
| 26 d'agost              | Unió Soviètica - R-12 Dvina | Unió Soviètica - R-12 Dvina                  | Unió Soviètica - Kapustin Iar               | Unió Soviètica - Kapustin Iar               | Unió Soviètica - MVS                                   | Unió Soviètica - MVS                                   |
| 26 d'agost              | | MVS                                          | Suborbital                                  | Prova de míssils                            | 26 d'agost                                             | Reeixit                                                |
| 26 d'agost              | Apogeu: 402 km |                                              |                                             |                                             |                                                        |                                                        |
| 27 d'agost 01:30        | Estats Units - PGM-19 Jupiter | Estats Units - PGM-19 Jupiter                | Estats Units - Cape Canaveral LC-5          | Estats Units - Cape Canaveral LC-5          | Estats Units - Força Aèria dels Estats Units d'Amèrica | Estats Units - Força Aèria dels Estats Units d'Amèrica |
| 27 d'agost 01:30        | | Força Aèria dels Estats Units d'Amèrica      | Suborbital                                  | Prova de míssils                            | 27 d'agost                                             | Reeixit                                                |
| 27 d'agost 01:30        | Apogeu: 500 km |                                              |                                             |                                             |                                                        |                                                        |
| 27 d'agost 16:57        | Estats Units - UGM-27 Polaris AX | Estats Units - UGM-27 Polaris AX             | Estats Units - USNS Observation Island, ETR | Estats Units - USNS Observation Island, ETR | Estats Units - Marina dels Estats Units d'Amèrica      | Estats Units - Marina dels Estats Units d'Amèrica      |
| 27 d'agost 16:57        | | Marina dels Estats Units d'Amèrica           | Suborbital                                  | Prova de míssils                            | 27 d'agost                                             | Reeixit                                                |
| 27 d'agost 16:57        | Apogeu: 500 km |                                              |                                             |                                             |                                                        |                                                        |
| 28 d'agost 16:10        | Estats Units - Nike-Asp | Estats Units - Nike-Asp                      | Estats Units - Point Arguello LC-A          | Estats Units - Point Arguello LC-A          | Estats Units - Marina dels Estats Units d'Amèrica      | Estats Units - Marina dels Estats Units d'Amèrica      |
| 28 d'agost 16:10        | | Marina dels Estats Units d'Amèrica           | Suborbital                                  | Solar                                       | 28 d'agost                                             | Reeixit                                                |
| 28 d'agost 16:10        | Apogeu: 214 km |                                              |                                             |                                             |                                                        |                                                        |
| 27 d'agost 12:30        | Estats Units - PGM-17 Thor DM-18A | Estats Units - PGM-17 Thor DM-18A            | Estats Units - Cape Canaveral LC-17B        | Estats Units - Cape Canaveral LC-17B        | Estats Units - Força Aèria dels Estats Units d'Amèrica | Estats Units - Força Aèria dels Estats Units d'Amèrica |
| 27 d'agost 12:30        | | Força Aèria dels Estats Units d'Amèrica      | Suborbital                                  | Prova de míssils                            | 27 d'agost                                             | Reeixit                                                |
| 27 d'agost 12:30        | Apogeu: 520 km |                                              |                                             |                                             |                                                        |                                                        |
| 28 d'agost 18:45        | Estats Units - Aerobee-150 (Hi) | Estats Units - Aerobee-150 (Hi)              | Estats Units - White Sands LC-35            | Estats Units - White Sands LC-35            | Estats Units - Força Aèria dels Estats Units d'Amèrica | Estats Units - Força Aèria dels Estats Units d'Amèrica |
| 28 d'agost 18:45        | | Força Aèria dels Estats Units d'Amèrica      | Suborbital                                  |                                             | 28 d'agost                                             | Reeixit                                                |
| 28 d'agost 18:45        | Apogeu: 235 km |                                              |                                             |                                             |                                                        |                                                        |
| 28 d'agost              | Unió Soviètica - R-12 Dvina | Unió Soviètica - R-12 Dvina                  | Unió Soviètica - Kapustin Iar               | Unió Soviètica - Kapustin Iar               | Unió Soviètica - MVS                                   | Unió Soviètica - MVS                                   |
| 28 d'agost              | | MVS                                          | Suborbital                                  | Prova de míssils                            | 28 d'agost                                             | Reeixit                                                |
| 28 d'agost              | Apogeu: 402 km |                                              |                                             |                                             |                                                        |                                                        |
| 31 d'agost 22:53        | Estats Units - Nike-Asp | Estats Units - Nike-Asp                      | Estats Units - Point Arguello LC-A          | Estats Units - Point Arguello LC-A          | Estats Units - Marina dels Estats Units d'Amèrica      | Estats Units - Marina dels Estats Units d'Amèrica      |
| 31 d'agost 22:53        | Estats Units - Sunflare II | Marina dels Estats Units d'Amèrica           | Suborbital                                  | Solar                                       | 31 d'agost                                             | Reeixit                                                |
| 31 d'agost 22:53        | Apogeu: 200 km |                                              |                                             |                                             |                                                        |                                                        |
| Setembre                | |                                              |                                             |                                             |                                                        |                                                        |
| 1 de setembre 01:01     | Estats Units - Nike-Asp | Estats Units - Nike-Asp                      | Estats Units - Point Arguello LC-A          | Estats Units - Point Arguello LC-A          | Estats Units - Marina dels Estats Units d'Amèrica      | Estats Units - Marina dels Estats Units d'Amèrica      |
| 1 de setembre 01:01     | | Marina dels Estats Units d'Amèrica           | Suborbital                                  | Solar                                       | 1 de setembre                                          | Reeixit                                                |
| 1 de setembre 01:01     | Apogeu: 200 km |                                              |                                             |                                             |                                                        |                                                        |
| 1 de setembre 19:00     | Estats Units - Nike-Asp | Estats Units - Nike-Asp                      | Estats Units - Point Arguello LC-A          | Estats Units - Point Arguello LC-A          | Estats Units - Marina dels Estats Units d'Amèrica      | Estats Units - Marina dels Estats Units d'Amèrica      |
| 1 de setembre 19:00     | | Marina dels Estats Units d'Amèrica           | Suborbital                                  |                                             | 1 de setembre                                          | Reeixit                                                |
| 1 de setembre 19:00     | Apogeu: 210 km |                                              |                                             |                                             |                                                        |                                                        |
| 2 de setembre 00:03     | Estats Units - Nike-Asp | Estats Units - Nike-Asp                      | Estats Units - Point Arguello LC-A          | Estats Units - Point Arguello LC-A          | Estats Units - Marina dels Estats Units d'Amèrica      | Estats Units - Marina dels Estats Units d'Amèrica      |
| 2 de setembre 00:03     | | Marina dels Estats Units d'Amèrica           | Suborbital                                  | Solar                                       | 2 de setembre                                          | Reeixit                                                |
| 2 de setembre 00:03     | Apogeu: 200 km |                                              |                                             |                                             |                                                        |                                                        |
| 2 de setembre           | Unió Soviètica - R-12 Dvina | Unió Soviètica - R-12 Dvina                  | Unió Soviètica - Kapustin Iar               | Unió Soviètica - Kapustin Iar               | Unió Soviètica - MVS                                   | Unió Soviètica - MVS                                   |
| 2 de setembre           | | MVS                                          | Suborbital                                  | Prova de míssils                            | 2 de setembre                                          | Error de llançament                                    |
| 5 de setembre 15:27     | Canadà - Black Brant I | Canadà - Black Brant I                       | Canadà - Fort Churchill                     | Canadà - Fort Churchill                     | Canadà - CARDE                                         | Canadà - CARDE                                         |
| 5 de setembre 15:27     | | CARDE                                        | Suborbital                                  | Vol de proves                               | 5 de setembre                                          | Reeixit                                                |
| 5 de setembre 15:27     | Apogeu: 100 km, vol inaugural del Black Brant |                                              |                                             |                                             |                                                        |                                                        |
| 5 de setembre           | Unió Soviètica - R-12 Dvina | Unió Soviètica - R-12 Dvina                  | Unió Soviètica - Kapustin Iar               | Unió Soviètica - Kapustin Iar               | Unió Soviètica - MVS                                   | Unió Soviètica - MVS                                   |
| 5 de setembre           | | MVS                                          | Suborbital                                  | Prova de míssils                            | 5 de setembre                                          | Reeixit                                                |
| 5 de setembre           | Apogeu: 402 km |                                              |                                             |                                             |                                                        |                                                        |
| 8 de setembre 15:14     | Canadà - Black Brant I | Canadà - Black Brant I                       | Canadà - Fort Churchill                     | Canadà - Fort Churchill                     | Canadà - CARDE                                         | Canadà - CARDE                                         |
| 8 de setembre 15:14     | | CARDE                                        | Suborbital                                  | Vol de proves                               | 8 de setembre                                          | Reeixit                                                |
| 8 de setembre 15:14     | Apogeu: 130 km |                                              |                                             |                                             |                                                        |                                                        |
| 9 de setembre 08:19     | Estats Units - SM-65D Atlas | Estats Units - SM-65D Atlas                  | Estats Units - Cape Canaveral LC-14         | Estats Units - Cape Canaveral LC-14         | Estats Units - Força Aèria dels Estats Units d'Amèrica | Estats Units - Força Aèria dels Estats Units d'Amèrica |
| 9 de setembre 08:19     | Estats Units - Big Joe 1 | NASA                                         | Suborbital                                  | Vol de proves                               | 08:32                                                  | Error parcial de llançament                            |
| 9 de setembre 08:19     | Apogeu: 153 km, prova del programa Mercury de Boilerplate, els motors impulsadors van fallar en separar-se, es va recuperar el vehicle                                                                                     |                                              |                                             |                                             |                                                        |                                                        |
| 9 de setembre 17:50:42  | Estats Units - SM-65D Atlas | Estats Units - SM-65D Atlas                  | Estats Units - Vandenberg LC-576A-2         | Estats Units - Vandenberg LC-576A-2         | Estats Units - SAC                                     | Estats Units - SAC                                     |
| 9 de setembre 17:50:42  | | SAC                                          | Suborbital                                  | Prova de míssils                            | 9 de setembre                                          | Reeixit                                                |
| 9 de setembre 17:50:42  | Apogeu: 1800 km |                                              |                                             |                                             |                                                        |                                                        |
| 10 de setembre 21:48    | Canadà - Black Brant I | Canadà - Black Brant I                       | Canadà - Fort Churchill                     | Canadà - Fort Churchill                     | Canadà - CARDE                                         | Canadà - CARDE                                         |
| 10 de setembre 21:48    | | CARDE                                        | Suborbital                                  | Vol de proves                               | 10 de setembre                                         | Reeixit                                                |
| 10 de setembre 21:48    | Apogeu: 127 km |                                              |                                             |                                             |                                                        |                                                        |
| 11 de setembre 19:12    | Estats Units - Aerobee-150 (Hi) | Estats Units - Aerobee-150 (Hi)              | Canadà - Fort Churchill                     | Canadà - Fort Churchill                     | Estats Units - NASA                                    | Estats Units - NASA                                    |
| 11 de setembre 19:12    | | NASA                                         | Suborbital                                  |                                             | 11 de setembre                                         | Reeixit                                                |
| 11 de setembre 19:12    | Apogeu: 227 km |                                              |                                             |                                             |                                                        |                                                        |
| 12 de setembre 06:39:42 | Unió Soviètica - Luna 8K72 | Unió Soviètica - Luna 8K72                   | Unió Soviètica - Baikonur Site 1/5          | Unió Soviètica - Baikonur Site 1/5          | Unió Soviètica - MVS                                   | Unió Soviètica - MVS                                   |
| 12 de setembre 06:39:42 | Unió Soviètica - Luna 2 (E-1A-2) | MVS                                          | Heliocèntrica                               | Impacte lunaror                             | 14 de setembre 22:02                                   | Reeixit                                                |
| 12 de setembre 06:39:42 | Primera nau espacial en arribar a la superfície de la Lluna |                                              |                                             |                                             |                                                        |                                                        |
| 12 de setembre          | Estats Units - PGM-17 Thor DM-18A | Estats Units - PGM-17 Thor DM-18A            | Estats Units - Cape Canaveral LC-18B        | Estats Units - Cape Canaveral LC-18B        | Estats Units - Força Aèria dels Estats Units d'Amèrica | Estats Units - Força Aèria dels Estats Units d'Amèrica |
| 12 de setembre          | | Força Aèria dels Estats Units d'Amèrica      | Suborbital                                  | Prova de míssils                            | 12 de setembre                                         | Reeixit                                                |
| 12 de setembre          | Apogeu: 520 km |                                              |                                             |                                             |                                                        |                                                        |
| 14 de setembre 17:27    | Estats Units - Aerobee-150 (Hi) | Estats Units - Aerobee-150 (Hi)              | Canadà - Fort Churchill                     | Canadà - Fort Churchill                     | Estats Units - NASA                                    | Estats Units - NASA                                    |
| 14 de setembre 17:27    | | NASA                                         | Suborbital                                  |                                             | 14 de setembre                                         | Reeixit                                                |
| 14 de setembre 17:27    | Apogeu: 218 km |                                              |                                             |                                             |                                                        |                                                        |
| 15 de setembre 21:45    | Estats Units - PGM-19 Jupiter | Estats Units - PGM-19 Jupiter                | Estats Units - Cape Canaveral LC-26B        | Estats Units - Cape Canaveral LC-26B        | Estats Units - Força Aèria dels Estats Units d'Amèrica | Estats Units - Força Aèria dels Estats Units d'Amèrica |
| 15 de setembre 21:45    | Estats Units - Bioflight 3 | Força Aèria dels Estats Units d'Amèrica      | Suborbital                                  | Biològic Prova de míssils                   | 15 de setembre                                         | Error de llançament                                    |
| 15 de setembre 21:45    | Apogeu: 500 km |                                              |                                             |                                             |                                                        |                                                        |
| 15 de setembre          | Unió Soviètica - R-12 Dvina | Unió Soviètica - R-12 Dvina                  | Unió Soviètica - Kapustin Iar               | Unió Soviètica - Kapustin Iar               | Unió Soviètica - MVS                                   | Unió Soviètica - MVS                                   |
| 15 de setembre          | | MVS                                          | Suborbital                                  | Prova de míssils                            | 15 de setembre                                         | Reeixit                                                |
| 15 de setembre          | Apogeu: 402 km |                                              |                                             |                                             |                                                        |                                                        |
| 15 de setembre          | Estats Units - Aerobee | Estats Units - Aerobee                       | Estats Units - White Sands LC-35            | Estats Units - White Sands LC-35            | Estats Units - Força Aèria dels Estats Units d'Amèrica | Estats Units - Força Aèria dels Estats Units d'Amèrica |
| 15 de setembre          | | Força Aèria dels Estats Units d'Amèrica      | Suborbital                                  | Vol de proves                               | 15 de setembre                                         | Reeixit                                                |
| 15 de setembre          | Apogeu: 200 km |                                              |                                             |                                             |                                                        |                                                        |
| 17 de setembre 00:12    | Regne Unit - Skylark-2 | Regne Unit - Skylark-2                       | Austràlia - Woomera LA-2                    | Austràlia - Woomera LA-2                    | Regne Unit - RAE                                       | Regne Unit - RAE                                       |
| 17 de setembre 00:12    | | Birmingham UCL                               | Suborbital                                  | Ionosfèric Solar                            | 17 de setembre                                         | Reeixit                                                |
| 17 de setembre 00:12    | Apogeu: 132 km |                                              |                                             |                                             |                                                        |                                                        |
| 17 de setembre 02:09    | Estats Units - SM-65D Atlas | Estats Units - SM-65D Atlas                  | Estats Units - Cape Canaveral LC-13         | Estats Units - Cape Canaveral LC-13         | Estats Units - Força Aèria dels Estats Units d'Amèrica | Estats Units - Força Aèria dels Estats Units d'Amèrica |
| 17 de setembre 02:09    | | Força Aèria dels Estats Units d'Amèrica      | Suborbital                                  | Prova de míssils                            | 17 de setembre                                         | Error de llançament                                    |
| 17 de setembre 02:09    | Apogeu: 1000 km |                                              |                                             |                                             |                                                        |                                                        |
| 17 de setembre 14:34    | Estats Units - Thor DM-18 Able-II | Estats Units - Thor DM-18 Able-II            | Estats Units - Cape Canaveral LC-17A        | Estats Units - Cape Canaveral LC-17A        | Estats Units - Força Aèria dels Estats Units d'Amèrica | Estats Units - Força Aèria dels Estats Units d'Amèrica |
| 17 de setembre 14:34    | Estats Units - Transit 1A | Força Aèria dels Estats Units d'Amèrica      | Destinat: Òrbita baixa                      | Navegació Tecnologia                        | 17 de setembre                                         | Error de llançament                                    |
| 17 de setembre 14:34    | Third stage malfunctioned |                                              |                                             |                                             |                                                        |                                                        |
| 17 de setembre 18:37    | Estats Units - Aerobee-150 (Hi) | Estats Units - Aerobee-150 (Hi)              | Canadà - Fort Churchill                     | Canadà - Fort Churchill                     | Estats Units - NASA                                    | Estats Units - NASA                                    |
| 17 de setembre 18:37    | Estats Units - DRTE.01 | NASA                                         | Suborbital                                  | Ionosfèric                                  | 17 de setembre                                         | Reeixit                                                |
| 17 de setembre 18:37    | Apogeu: 256 km |                                              |                                             |                                             |                                                        |                                                        |
| 17 de setembre 21:09    | Estats Units - PGM-17 Thor DM-18A | Estats Units - PGM-17 Thor DM-18A            | Estats Units - Vandenberg LC-75-1-2         | Estats Units - Vandenberg LC-75-1-2         | Regne Unit - Royal Air Force                           | Regne Unit - Royal Air Force                           |
| 17 de setembre 21:09    | | Royal Air Force                              | Suborbital                                  | Prova de míssils                            | 17 de setembre                                         | Reeixit                                                |
| 17 de setembre 21:09    | Apogeu: 520 km |                                              |                                             |                                             |                                                        |                                                        |
| 18 de setembre 05:20:07 | Estats Units - Vanguard/Altair | Estats Units - Vanguard/Altair               | Estats Units - Cape Canaveral LC-18A        | Estats Units - Cape Canaveral LC-18A        | Estats Units - Marina dels Estats Units d'Amèrica      | Estats Units - Marina dels Estats Units d'Amèrica      |
| 18 de setembre 05:20:07 | Estats Units - Vanguard 3 (20in MXE) | NRL                                          | Òrbita mitjana                              | Científic                                   | En òrbita                                              | Error parcial de llançament                            |
| 18 de setembre 05:20:07 | Vol final del coet Vanguard, el satèl·lit va fallar en separar-se del seu coet transportador, d'altra banda, la nau espacial va funcionar amb èxit fins a l'11 de desembre                                                 |                                              |                                             |                                             |                                                        |                                                        |
| 18 de setembre 16:02    | Unió Soviètica - R-7 Semyorka | Unió Soviètica - R-7 Semyorka                | Unió Soviètica - Baikonur Site 1/5          | Unió Soviètica - Baikonur Site 1/5          | Unió Soviètica - MVS                                   | Unió Soviètica - MVS                                   |
| 18 de setembre 16:02    | | MVS                                          | Suborbital                                  | Prova de míssils                            | 18 de setembre                                         | Reeixit                                                |
| 18 de setembre 16:02    | Apogeu: 1350 km |                                              |                                             |                                             |                                                        |                                                        |
| 18 de setembre 16:55    | Estats Units - Nike-Cajun | Estats Units - Nike-Cajun                    | Estats Units - Elgin                        | Estats Units - Elgin                        | Estats Units - Força Aèria dels Estats Units d'Amèrica | Estats Units - Força Aèria dels Estats Units d'Amèrica |
| 18 de setembre 16:55    | | Força Aèria dels Estats Units d'Amèrica      | Suborbital                                  | Aeronomia                                   | 18 de setembre                                         | Reeixit                                                |
| 18 de setembre 16:55    | Apogeu: 100 km |                                              |                                             |                                             |                                                        |                                                        |
| 20 de setembre 17:35    | Estats Units - Aerobee-150 (Hi) | Estats Units - Aerobee-150 (Hi)              | Canadà - Fort Churchill                     | Canadà - Fort Churchill                     | Estats Units - NASA                                    | Estats Units - NASA                                    |
| 20 de setembre 17:35    | Estats Units - DRTE.02 | NASA                                         | Suborbital                                  | Ionosfèric                                  | 20 de setembre                                         | Error de llançament                                    |
| 20 de setembre 17:35    | Apogeu: 100 km |                                              |                                             |                                             |                                                        |                                                        |
| 21 de setembre          | Estats Units - UGM-27 Polaris A1 | Estats Units - UGM-27 Polaris A1             | Estats Units - Cape Canaveral LC-29A        | Estats Units - Cape Canaveral LC-29A        | Estats Units - Marina dels Estats Units d'Amèrica      | Estats Units - Marina dels Estats Units d'Amèrica      |
| 21 de setembre          | | Marina dels Estats Units d'Amèrica           | Suborbital                                  | Prova de míssils                            | 21 de setembre                                         | Reeixit                                                |
| 21 de setembre          | Apogeu: 500 km |                                              |                                             |                                             |                                                        |                                                        |
| 22 de setembre 18:00    | Estats Units - PGM-17 Thor DM-18A | Estats Units - PGM-17 Thor DM-18A            | Estats Units - Cape Canaveral LC-17B        | Estats Units - Cape Canaveral LC-17B        | Estats Units - Força Aèria dels Estats Units d'Amèrica | Estats Units - Força Aèria dels Estats Units d'Amèrica |
| 22 de setembre 18:00    | | Força Aèria dels Estats Units d'Amèrica      | Suborbital                                  | Prova de míssils                            | 22 de setembre                                         | Reeixit                                                |
| 22 de setembre 18:00    | Apogeu: 520 km |                                              |                                             |                                             |                                                        |                                                        |
| 22 de setembre          | Estats Units - Aerobee-100 | Estats Units - Aerobee-100                   | Estats Units - White Sands LC-35            | Estats Units - White Sands LC-35            | Estats Units - Força Aèria dels Estats Units d'Amèrica | Estats Units - Força Aèria dels Estats Units d'Amèrica |
| 22 de setembre          | | Força Aèria dels Estats Units d'Amèrica      | Suborbital                                  | Vol de proves                               | 22 de setembre                                         | Reeixit                                                |
| 22 de setembre          | Apogeu: 110 km |                                              |                                             |                                             |                                                        |                                                        |
| 24 de setembre 00:29    | Regne Unit - Skylark-2 | Regne Unit - Skylark-2                       | Austràlia - Woomera LA-2                    | Austràlia - Woomera LA-2                    | Regne Unit - RAE                                       | Regne Unit - RAE                                       |
| 24 de setembre 00:29    | | Birmingham UCL                               | Suborbital                                  | Ionosfèric                                  | 24 de setembre                                         | Reeixit                                                |
| 24 de setembre 00:29    | Apogeu: 158 km |                                              |                                             |                                             |                                                        |                                                        |
| 25 de setembre          | Unió Soviètica - R-12 Dvina | Unió Soviètica - R-12 Dvina                  | Unió Soviètica - Kapustin Iar               | Unió Soviètica - Kapustin Iar               | Unió Soviètica - MVS                                   | Unió Soviètica - MVS                                   |
| 25 de setembre          | | MVS                                          | Suborbital                                  | Prova de míssils                            | 25 de setembre                                         | Reeixit                                                |
| 25 de setembre          | Apogeu: 402 km |                                              |                                             |                                             |                                                        |                                                        |
| 28 de setembre          | Unió Soviètica - R-12 Dvina | Unió Soviètica - R-12 Dvina                  | Unió Soviètica - Kapustin Iar               | Unió Soviètica - Kapustin Iar               | Unió Soviètica - MVS                                   | Unió Soviètica - MVS                                   |
| 28 de setembre          | | MVS                                          | Suborbital                                  | Prova de míssils                            | 28 de setembre                                         | Reeixit                                                |
| 28 de setembre          | Apogeu: 402 km |                                              |                                             |                                             |                                                        |                                                        |
| 28 de setembre          | Estats Units - UGM-27 Polaris AX | Estats Units - UGM-27 Polaris AX             | Estats Units - Cape Canaveral LC-25A        | Estats Units - Cape Canaveral LC-25A        | Estats Units - Marina dels Estats Units d'Amèrica      | Estats Units - Marina dels Estats Units d'Amèrica      |
| 28 de setembre          | | Marina dels Estats Units d'Amèrica           | Suborbital                                  | Prova de míssils                            | 28 de setembre                                         | Error de llançament                                    |
| 28 de setembre          | Apogeu: 10 km |                                              |                                             |                                             |                                                        |                                                        |
| 29 de setembre 10:59    | Estats Units - Nike-Cajun | Estats Units - Nike-Cajun                    | Estats Units - Elgin                        | Estats Units - Elgin                        | Estats Units - Força Aèria dels Estats Units d'Amèrica | Estats Units - Força Aèria dels Estats Units d'Amèrica |
| 29 de setembre 10:59    | | Força Aèria dels Estats Units d'Amèrica      | Suborbital                                  | Aeronomia                                   | 29 de setembre                                         | Reeixit                                                |
| 29 de setembre 10:59    | Apogeu: 124 km |                                              |                                             |                                             |                                                        |                                                        |
| 30 de setembre 10:57    | Estats Units - Nike-Cajun | Estats Units - Nike-Cajun                    | Estats Units - Elgin                        | Estats Units - Elgin                        | Estats Units - Força Aèria dels Estats Units d'Amèrica | Estats Units - Força Aèria dels Estats Units d'Amèrica |
| 30 de setembre 10:57    | | Força Aèria dels Estats Units d'Amèrica      | Suborbital                                  | Aeronomia                                   | 30 de setembre                                         | Reeixit                                                |
| 30 de setembre 10:57    | Apogeu: 122 km |                                              |                                             |                                             |                                                        |                                                        |
| 30 de setembre          | Estats Units - Terrier-Asp | Estats Units - Terrier-Asp                   | Estats Units - Point Arguello               | Estats Units - Point Arguello               | Estats Units - Marina dels Estats Units d'Amèrica      | Estats Units - Marina dels Estats Units d'Amèrica      |
| 30 de setembre          | | Marina dels Estats Units d'Amèrica           | Suborbital                                  |                                             | 30 de setembre                                         | Reeixit                                                |
| 30 de setembre          | Apogeu: 100 km |                                              |                                             |                                             |                                                        |                                                        |
| Octubre                 | |                                              |                                             |                                             |                                                        |                                                        |
| 1 d'octubre 01:28       | Estats Units - PGM-19 Jupiter | Estats Units - PGM-19 Jupiter                | Estats Units - Cape Canaveral LC-6          | Estats Units - Cape Canaveral LC-6          | Estats Units - Força Aèria dels Estats Units d'Amèrica | Estats Units - Força Aèria dels Estats Units d'Amèrica |
| 1 d'octubre 01:28       | | Força Aèria dels Estats Units d'Amèrica      | Suborbital                                  | Prova de míssils                            | 1 d'octubre                                            | Reeixit                                                |
| 1 d'octubre 01:28       | Apogeu: 500 km |                                              |                                             |                                             |                                                        |                                                        |
| 1 d'octubre 10:49       | Estats Units - Nike-Cajun | Estats Units - Nike-Cajun                    | Estats Units - Elgin                        | Estats Units - Elgin                        | Estats Units - Força Aèria dels Estats Units d'Amèrica | Estats Units - Força Aèria dels Estats Units d'Amèrica |
| 1 d'octubre 10:49       | | Força Aèria dels Estats Units d'Amèrica      | Suborbital                                  | Aeronomia                                   | 1 d'octubre                                            | Reeixit                                                |
| 1 d'octubre 10:49       | Apogeu: 138 km |                                              |                                             |                                             |                                                        |                                                        |
| 2 d'octubre 11:00       | Estats Units - Nike-Cajun | Estats Units - Nike-Cajun                    | Estats Units - Elgin                        | Estats Units - Elgin                        | Estats Units - Força Aèria dels Estats Units d'Amèrica | Estats Units - Força Aèria dels Estats Units d'Amèrica |
| 2 d'octubre 11:00       | | Força Aèria dels Estats Units d'Amèrica      | Suborbital                                  | Aeronomia                                   | 2 d'octubre                                            | Reeixit                                                |
| 2 d'octubre 11:00       | Apogeu: 143 km |                                              |                                             |                                             |                                                        |                                                        |
| 2 d'octubre 18:11       | Estats Units - UGM-27 Polaris AX | Estats Units - UGM-27 Polaris AX             | Estats Units - Cape Canaveral LC-25A        | Estats Units - Cape Canaveral LC-25A        | Estats Units - Marina dels Estats Units d'Amèrica      | Estats Units - Marina dels Estats Units d'Amèrica      |
| 2 d'octubre 18:11       | | Marina dels Estats Units d'Amèrica           | Suborbital                                  | Prova de míssils                            | 2 d'octubre                                            | Error de llançament                                    |
| 2 d'octubre 18:11       | Apogeu: 2 km |                                              |                                             |                                             |                                                        |                                                        |
| 3 d'octubre 11:03       | Estats Units - Nike-Cajun | Estats Units - Nike-Cajun                    | Estats Units - Elgin                        | Estats Units - Elgin                        | Estats Units - Força Aèria dels Estats Units d'Amèrica | Estats Units - Força Aèria dels Estats Units d'Amèrica |
| 3 d'octubre 11:03       | | Força Aèria dels Estats Units d'Amèrica      | Suborbital                                  | Aeronomia                                   | 3 d'octubre                                            | Reeixit                                                |
| 3 d'octubre 11:03       | Apogeu: 122 km |                                              |                                             |                                             |                                                        |                                                        |
| 4 d'octubre 00:43:39    | Unió Soviètica - Luna 8K72 | Unió Soviètica - Luna 8K72                   | Unió Soviètica - Baikonur Site 1/5          | Unió Soviètica - Baikonur Site 1/5          | Unió Soviètica - MVS                                   | Unió Soviètica - MVS                                   |
| 4 d'octubre 00:43:39    | Unió Soviètica - Luna 3 (E-2A-1) | MVS                                          | Òrbita alta                                 | Sobrevol lunar                              | 29 d'abril 1960                                        | Reeixit                                                |
| 4 d'octubre 00:43:39    | Situat en una trajectòria circumlunar, va retornar les primeres imatges de la cara oculta de la Lluna |                                              |                                             |                                             |                                                        |                                                        |
| 5 d'octubre 11:01       | Estats Units - Nike-Cajun | Estats Units - Nike-Cajun                    | Estats Units - Elgin                        | Estats Units - Elgin                        | Estats Units - Força Aèria dels Estats Units d'Amèrica | Estats Units - Força Aèria dels Estats Units d'Amèrica |
| 5 d'octubre 11:01       | | Força Aèria dels Estats Units d'Amèrica      | Suborbital                                  | Aeronomia                                   | 5 d'octubre                                            | Reeixit                                                |
| 5 d'octubre 11:01       | Apogeu: 127 km |                                              |                                             |                                             |                                                        |                                                        |
| 6 d'octubre 05:55       | Estats Units - SM-65D Atlas | Estats Units - SM-65D Atlas                  | Estats Units - Cape Canaveral LC-11         | Estats Units - Cape Canaveral LC-11         | Estats Units - Força Aèria dels Estats Units d'Amèrica | Estats Units - Força Aèria dels Estats Units d'Amèrica |
| 6 d'octubre 05:55       | | Força Aèria dels Estats Units d'Amèrica      | Suborbital                                  | Prova de míssils                            | 6 d'octubre                                            | Reeixit                                                |
| 6 d'octubre 05:55       | Apogeu: 1800 km |                                              |                                             |                                             |                                                        |                                                        |
| 6 d'octubre 16:41       | Estats Units - PGM-17 Thor DM-18A | Estats Units - PGM-17 Thor DM-18A            | Estats Units - Cape Canaveral LC-18B        | Estats Units - Cape Canaveral LC-18B        | Estats Units - Força Aèria dels Estats Units d'Amèrica | Estats Units - Força Aèria dels Estats Units d'Amèrica |
| 6 d'octubre 16:41       | | Força Aèria dels Estats Units d'Amèrica      | Suborbital                                  | Prova de míssils                            | 6 d'octubre                                            | Reeixit                                                |
| 6 d'octubre 16:41       | Apogeu: 520 km |                                              |                                             |                                             |                                                        |                                                        |
| 6 d'octubre 18:26       | Estats Units - PGM-17 Thor DM-18A | Estats Units - PGM-17 Thor DM-18A            | Estats Units - Vandenberg LC-75-2-8         | Estats Units - Vandenberg LC-75-2-8         | Regne Unit - Royal Air Force                           | Regne Unit - Royal Air Force                           |
| 6 d'octubre 18:26       | | Royal Air Force                              | Suborbital                                  | Prova de míssils                            | 6 d'octubre                                            | Reeixit                                                |
| 6 d'octubre 18:26       | Apogeu: 520 km |                                              |                                             |                                             |                                                        |                                                        |
| 8 d'octubre             | Unió Soviètica - R-12 Dvina | Unió Soviètica - R-12 Dvina                  | Unió Soviètica - Kapustin Iar               | Unió Soviètica - Kapustin Iar               | Unió Soviètica - MVS                                   | Unió Soviètica - MVS                                   |
| 8 d'octubre             | | MVS                                          | Suborbital                                  | Prova de míssils                            | 8 d'octubre                                            | Reeixit                                                |
| 8 d'octubre             | Apogeu: 402 km |                                              |                                             |                                             |                                                        |                                                        |
| 9 d'octubre 08:40       | Estats Units - Nike-Cajun | Estats Units - Nike-Cajun                    | Estats Units - Elgin                        | Estats Units - Elgin                        | Estats Units - Força Aèria dels Estats Units d'Amèrica | Estats Units - Força Aèria dels Estats Units d'Amèrica |
| 9 d'octubre 08:40       | | Força Aèria dels Estats Units d'Amèrica      | Suborbital                                  | Aeronomia                                   | 9 d'octubre                                            | Reeixit                                                |
| 9 d'octubre 08:40       | Apogeu: 143 km |                                              |                                             |                                             |                                                        |                                                        |
| 9 d'octubre 11:17       | Estats Units - Nike-Cajun | Estats Units - Nike-Cajun                    | Estats Units - Elgin                        | Estats Units - Elgin                        | Estats Units - Força Aèria dels Estats Units d'Amèrica | Estats Units - Força Aèria dels Estats Units d'Amèrica |
| 9 d'octubre 11:17       | | Força Aèria dels Estats Units d'Amèrica      | Suborbital                                  | Aeronomia                                   | 9 d'octubre                                            | Reeixit                                                |
| 9 d'octubre 11:17       | Apogeu: 143 km |                                              |                                             |                                             |                                                        |                                                        |
| 9 d'octubre             | Unió Soviètica - R-12 Dvina | Unió Soviètica - R-12 Dvina                  | Unió Soviètica - Kapustin Iar               | Unió Soviètica - Kapustin Iar               | Unió Soviètica - MVS                                   | Unió Soviètica - MVS                                   |
| 9 d'octubre             | | MVS                                          | Suborbital                                  | Prova de míssils                            | 9 d'octubre                                            | Error de llançament                                    |
| 9 d'octubre             | Unió Soviètica - R-12 Dvina | Unió Soviètica - R-12 Dvina                  | Unió Soviètica - Kapustin Iar               | Unió Soviètica - Kapustin Iar               | Unió Soviètica - MVS                                   | Unió Soviètica - MVS                                   |
| 9 d'octubre             | | MVS                                          | Suborbital                                  | Prova de míssils                            | 9 d'octubre                                            | Reeixit                                                |
| 9 d'octubre             | Apogeu: 402 km |                                              |                                             |                                             |                                                        |                                                        |
| 10 d'octubre 03:10      | Estats Units - SM-65D Atlas | Estats Units - SM-65D Atlas                  | Estats Units - Cape Canaveral LC-13         | Estats Units - Cape Canaveral LC-13         | Estats Units - Força Aèria dels Estats Units d'Amèrica | Estats Units - Força Aèria dels Estats Units d'Amèrica |
| 10 d'octubre 03:10      | | Força Aèria dels Estats Units d'Amèrica      | Suborbital                                  | Prova de míssils                            | 10 d'octubre                                           | Reeixit                                                |
| 10 d'octubre 03:10      | Apogeu: 1800 km |                                              |                                             |                                             |                                                        |                                                        |
| 10 d'octubre 12:00      | Estats Units - Aerobee AJ10-34 | Estats Units - Aerobee AJ10-34               | Estats Units - White Sands LC-35            | Estats Units - White Sands LC-35            | Estats Units - Força Aèria dels Estats Units d'Amèrica | Estats Units - Força Aèria dels Estats Units d'Amèrica |
| 10 d'octubre 12:00      | | Força Aèria dels Estats Units d'Amèrica      | Suborbital                                  | Investigació de meteorits                   | 10 d'octubre                                           | Reeixit                                                |
| 10 d'octubre 12:00      | Apogeu: 111 km |                                              |                                             |                                             |                                                        |                                                        |
| 12 d'octubre 09:00      | Estats Units - Nike-Cajun | Estats Units - Nike-Cajun                    | Estats Units - Elgin                        | Estats Units - Elgin                        | Estats Units - Força Aèria dels Estats Units d'Amèrica | Estats Units - Força Aèria dels Estats Units d'Amèrica |
| 12 d'octubre 09:00      | | Força Aèria dels Estats Units d'Amèrica      | Suborbital                                  | Aeronomia                                   | 12 d'octubre                                           | Reeixit                                                |
| 12 d'octubre 09:00      | Apogeu: 123 km |                                              |                                             |                                             |                                                        |                                                        |
| 12 d'octubre 10:12      | Estats Units - Nike-Cajun | Estats Units - Nike-Cajun                    | Estats Units - Elgin                        | Estats Units - Elgin                        | Estats Units - Força Aèria dels Estats Units d'Amèrica | Estats Units - Força Aèria dels Estats Units d'Amèrica |
| 12 d'octubre 10:12      | | Força Aèria dels Estats Units d'Amèrica      | Suborbital                                  | Aeronomia                                   | 12 d'octubre                                           | Reeixit                                                |
| 12 d'octubre 10:12      | Apogeu: 123 km |                                              |                                             |                                             |                                                        |                                                        |
| 12 d'octubre 18:18      | Estats Units - UGM-27 Polaris A1 | Estats Units - UGM-27 Polaris A1             | Estats Units - Cape Canaveral LC-29A        | Estats Units - Cape Canaveral LC-29A        | Estats Units - Marina dels Estats Units d'Amèrica      | Estats Units - Marina dels Estats Units d'Amèrica      |
| 12 d'octubre 18:18      | | Marina dels Estats Units d'Amèrica           | Suborbital                                  | Prova de míssils                            | 12 d'octubre                                           | Error de llançament                                    |
| 12 d'octubre 18:18      | Apogeu: 10 km |                                              |                                             |                                             |                                                        |                                                        |
| 13 d'octubre 11:17      | Estats Units - Nike-Cajun | Estats Units - Nike-Cajun                    | Estats Units - Elgin                        | Estats Units - Elgin                        | Estats Units - Força Aèria dels Estats Units d'Amèrica | Estats Units - Força Aèria dels Estats Units d'Amèrica |
| 13 d'octubre 11:17      | | Força Aèria dels Estats Units d'Amèrica      | Suborbital                                  | Aeronomia                                   | 13 d'octubre                                           | Reeixit                                                |
| 13 d'octubre 11:17      | Apogeu: 116 km |                                              |                                             |                                             |                                                        |                                                        |
| 13 d'octubre 15:30:04   | Estats Units - Juno II | Estats Units - Juno II                       | Estats Units - Cape Canaveral LC-5          | Estats Units - Cape Canaveral LC-5          | Estats Units - ABMA                                    | Estats Units - ABMA                                    |
| 13 d'octubre 15:30:04   | Estats Units - Explorer 7 (S-1A) | NASA                                         | Òrbita baixa                                | Científic                                   | En òrbita                                              | Reeixit                                                |
| 13 d'octubre 15:30:04   | Transmissió de dades fins al 24 d'agost 1961 |                                              |                                             |                                             |                                                        |                                                        |
| 13 d'octubre            | Estats Units - WS-199B Bold Orion II | Estats Units - WS-199B Bold Orion II         | Estats Units - B-47, Cape Canaveral         | Estats Units - B-47, Cape Canaveral         | Estats Units - Força Aèria dels Estats Units d'Amèrica | Estats Units - Força Aèria dels Estats Units d'Amèrica |
| 13 d'octubre            | | Força Aèria dels Estats Units d'Amèrica      | Suborbital                                  | Prova de míssils                            | 13 d'octubre                                           | Reeixit                                                |
| 13 d'octubre            | Apogeu: 200 km |                                              |                                             |                                             |                                                        |                                                        |
| 14 d'octubre 04:15      | Estats Units - PGM-17 Thor DM-18A | Estats Units - PGM-17 Thor DM-18A            | Estats Units - Cape Canaveral LC-17B        | Estats Units - Cape Canaveral LC-17B        | Estats Units - Força Aèria dels Estats Units d'Amèrica | Estats Units - Força Aèria dels Estats Units d'Amèrica |
| 14 d'octubre 04:15      | | Força Aèria dels Estats Units d'Amèrica      | Suborbital                                  | Prova de míssils                            | 14 d'octubre                                           | Reeixit                                                |
| 14 d'octubre 04:15      | Apogeu: 520 km |                                              |                                             |                                             |                                                        |                                                        |
| 15 d'octubre 11:05      | Estats Units - Nike-Cajun | Estats Units - Nike-Cajun                    | Estats Units - Elgin                        | Estats Units - Elgin                        | Estats Units - Força Aèria dels Estats Units d'Amèrica | Estats Units - Força Aèria dels Estats Units d'Amèrica |
| 15 d'octubre 11:05      | | Força Aèria dels Estats Units d'Amèrica      | Suborbital                                  | Aeronomia                                   | 15 d'octubre                                           | Reeixit                                                |
| 15 d'octubre 11:05      | Apogeu: 122 km |                                              |                                             |                                             |                                                        |                                                        |
| 16 d'octubre 11:17      | Estats Units - Nike-Cajun | Estats Units - Nike-Cajun                    | Estats Units - Elgin                        | Estats Units - Elgin                        | Estats Units - Força Aèria dels Estats Units d'Amèrica | Estats Units - Força Aèria dels Estats Units d'Amèrica |
| 16 d'octubre 11:17      | | Força Aèria dels Estats Units d'Amèrica      | Suborbital                                  | Aeronomia                                   | 16 d'octubre                                           | Reeixit                                                |
| 16 d'octubre 11:17      | Apogeu: 139 km |                                              |                                             |                                             |                                                        |                                                        |
| 15 d'octubre            | Unió Soviètica - R-11A Zemlya | Unió Soviètica - R-11A Zemlya                | Unió Soviètica - Ostrov Kheysa              | Unió Soviètica - Ostrov Kheysa              | Unió Soviètica - AN                                    | Unió Soviètica - AN                                    |
| 15 d'octubre            | | AN                                           | Suborbital                                  |                                             | 15 d'octubre                                           | Reeixit                                                |
| 15 d'octubre            | Apogeu: 200 km |                                              |                                             |                                             |                                                        |                                                        |
| 15 d'octubre            | Unió Soviètica - R-11A Zemlya | Unió Soviètica - R-11A Zemlya                | Unió Soviètica - Ostrov Kheysa              | Unió Soviètica - Ostrov Kheysa              | Unió Soviètica - AN                                    | Unió Soviètica - AN                                    |
| 15 d'octubre            | | AN                                           | Suborbital                                  |                                             | 15 d'octubre                                           | Reeixit                                                |
| 15 d'octubre            | Apogeu: 200 km |                                              |                                             |                                             |                                                        |                                                        |
| 20 d'octubre 14:25      | Estats Units - Aerobee AJ10-34 | Estats Units - Aerobee AJ10-34               | Estats Units - White Sands                  | Estats Units - White Sands                  | Estats Units - Força Aèria dels Estats Units d'Amèrica | Estats Units - Força Aèria dels Estats Units d'Amèrica |
| 20 d'octubre 14:25      | | Força Aèria dels Estats Units d'Amèrica      | Suborbital                                  | Ionosfèric                                  | 20 d'octubre                                           | Reeixit                                                |
| 20 d'octubre 14:25      | Apogeu: 113 km |                                              |                                             |                                             |                                                        |                                                        |
| 21 d'octubre 22:57      | Estats Units - PGM-17 Thor DM-18A | Estats Units - PGM-17 Thor DM-18A            | Estats Units - Vandenberg LC-75-1-1         | Estats Units - Vandenberg LC-75-1-1         | Regne Unit - Royal Air Force                           | Regne Unit - Royal Air Force                           |
| 21 d'octubre 22:57      | | Royal Air Force                              | Suborbital                                  | Prova de míssils                            | 21 d'octubre                                           | Reeixit                                                |
| 21 d'octubre 22:57      | Apogeu: 520 km |                                              |                                             |                                             |                                                        |                                                        |
| 22 d'octubre 03:20      | Estats Units - PGM-19 Jupiter | Estats Units - PGM-19 Jupiter                | Estats Units - Cape Canaveral LC-26A        | Estats Units - Cape Canaveral LC-26A        | Estats Units - Força Aèria dels Estats Units d'Amèrica | Estats Units - Força Aèria dels Estats Units d'Amèrica |
| 22 d'octubre 03:20      | | Força Aèria dels Estats Units d'Amèrica      | Suborbital                                  | Prova de míssils                            | 22 d'octubre                                           | Reeixit                                                |
| 22 d'octubre 03:20      | Apogeu: 500 km |                                              |                                             |                                             |                                                        |                                                        |
| 22 d'octubre 17:30      | Unió Soviètica - R-7 Semyorka | Unió Soviètica - R-7 Semyorka                | Unió Soviètica - Baikonur Site 1/5          | Unió Soviètica - Baikonur Site 1/5          | Unió Soviètica - MVS                                   | Unió Soviètica - MVS                                   |
| 22 d'octubre 17:30      | | MVS                                          | Suborbital                                  | Prova de míssils                            | 22 d'octubre                                           | Reeixit                                                |
| 22 d'octubre 17:30      | Apogeu: 1350 km |                                              |                                             |                                             |                                                        |                                                        |
| 22 d'octubre            | França - OPd-56-39-22D (Antares) | França - OPd-56-39-22D (Antares)             | França - CERES                              | França - CERES                              | França - ONERA                                         | França - ONERA                                         |
| 22 d'octubre            | | ONERA                                        | Suborbital                                  | Prova de REV                                | 22 d'octubre                                           | Reeixit                                                |
| 22 d'octubre            | Apogeu: 150 km |                                              |                                             |                                             |                                                        |                                                        |
| 24 d'octubre            | Unió Soviètica - R-12 Dvina | Unió Soviètica - R-12 Dvina                  | Unió Soviètica - Kapustin Iar               | Unió Soviètica - Kapustin Iar               | Unió Soviètica - MVS                                   | Unió Soviètica - MVS                                   |
| 24 d'octubre            | | MVS                                          | Suborbital                                  | Prova de míssils                            | 24 d'octubre                                           | Reeixit                                                |
| 24 d'octubre            | Apogeu: 402 km |                                              |                                             |                                             |                                                        |                                                        |
| 25 d'octubre 17:32      | Unió Soviètica - R-7 Semyorka | Unió Soviètica - R-7 Semyorka                | Unió Soviètica - Baikonur Site 1/5          | Unió Soviètica - Baikonur Site 1/5          | Unió Soviètica - MVS                                   | Unió Soviètica - MVS                                   |
| 25 d'octubre 17:32      | | MVS                                          | Suborbital                                  | Prova de míssils                            | 25 d'octubre                                           | Reeixit                                                |
| 25 d'octubre 17:32      | Apogeu: 1350 km |                                              |                                             |                                             |                                                        |                                                        |
| 25 d'octubre 17:44      | Estats Units - Aerobee-300 | Estats Units - Aerobee-300                   | Canadà - Fort Churchill                     | Canadà - Fort Churchill                     | Estats Units - Força Aèria dels Estats Units d'Amèrica | Estats Units - Força Aèria dels Estats Units d'Amèrica |
| 25 d'octubre 17:44      | | Força Aèria dels Estats Units d'Amèrica/Utah | Suborbital                                  | Ionosfèric                                  | 25 d'octubre                                           | Reeixit                                                |
| 25 d'octubre 17:44      | Apogeu: 386 km |                                              |                                             |                                             |                                                        |                                                        |
| 26 d'octubre 17:00      | Estats Units - Nike-Cajun | Estats Units - Nike-Cajun                    | Canadà - Fort Churchill                     | Canadà - Fort Churchill                     | Estats Units - Força Aèria dels Estats Units d'Amèrica | Estats Units - Força Aèria dels Estats Units d'Amèrica |
| 26 d'octubre 17:00      | | Força Aèria dels Estats Units d'Amèrica      | Suborbital                                  | Ionosfèric                                  | 26 d'agost                                             | Error de llançament                                    |
| 27 d'octubre            | Unió Soviètica - R-12 Dvina | Unió Soviètica - R-12 Dvina                  | Unió Soviètica - Kapustin Iar               | Unió Soviètica - Kapustin Iar               | Unió Soviètica - MVS                                   | Unió Soviètica - MVS                                   |
| 27 d'octubre            | | MVS                                          | Suborbital                                  | Prova de míssils                            | 27 d'octubre                                           | Error de llançament                                    |
| 28 d'octubre 14:47      | Estats Units - Aerobee-300 | Estats Units - Aerobee-300                   | Canadà - Fort Churchill                     | Canadà - Fort Churchill                     | Estats Units - Força Aèria dels Estats Units d'Amèrica | Estats Units - Força Aèria dels Estats Units d'Amèrica |
| 28 d'octubre 14:47      | | Força Aèria dels Estats Units d'Amèrica/Utah | Suborbital                                  | Ionosfèric                                  | 28 d'octubre                                           | Reeixit                                                |
| 28 d'octubre 14:47      | Apogeu: 135 km |                                              |                                             |                                             |                                                        |                                                        |
| 28 d'octubre 22:40      | Estats Units - Shotput | Estats Units - Shotput                       | Estats Units - Wallops Island               | Estats Units - Wallops Island               | Estats Units - NASA                                    | Estats Units - NASA                                    |
| 28 d'octubre 22:40      | Estats Units - Echo E60 | NASA/ARPA                                    | Suborbital                                  | Tecnologia                                  | 28 d'octubre                                           | Reeixit                                                |
| 28 d'octubre 22:40      | Apogeu: 400 km |                                              |                                             |                                             |                                                        |                                                        |
| 29 d'octubre 02:12      | Estats Units - PGM-17 Thor DM-18A | Estats Units - PGM-17 Thor DM-18A            | Estats Units - Cape Canaveral LC-18B        | Estats Units - Cape Canaveral LC-18B        | Estats Units - Força Aèria dels Estats Units d'Amèrica | Estats Units - Força Aèria dels Estats Units d'Amèrica |
| 29 d'octubre 02:12      | | Força Aèria dels Estats Units d'Amèrica      | Suborbital                                  | Prova de míssils                            | 29 d'octubre                                           | Reeixit                                                |
| 29 d'octubre 02:12      | Apogeu: 520 km |                                              |                                             |                                             |                                                        |                                                        |
| 29 d'octubre 07:20      | Estats Units - SM-65D Atlas | Estats Units - SM-65D Atlas                  | Estats Units - Cape Canaveral LC-11         | Estats Units - Cape Canaveral LC-11         | Estats Units - Força Aèria dels Estats Units d'Amèrica | Estats Units - Força Aèria dels Estats Units d'Amèrica |
| 29 d'octubre 07:20      | | Força Aèria dels Estats Units d'Amèrica      | Suborbital                                  | Prova de míssils                            | 29 d'octubre                                           | Reeixit                                                |
| 29 d'octubre 07:20      | Apogeu: 1800 km |                                              |                                             |                                             |                                                        |                                                        |
| 30 d'octubre 11:49      | Regne Unit - Black Knight 201 | Regne Unit - Black Knight 201                | Austràlia - Woomera LA-5A                   | Austràlia - Woomera LA-5A                   | Regne Unit - RAE                                       | Regne Unit - RAE                                       |
| 30 d'octubre 11:49      | | RAE                                          | Suborbital                                  | Prova de REV                                | 30 d'octubre                                           | Reeixit                                                |
| 30 d'octubre 11:49      | Apogeu: 732 km |                                              |                                             |                                             |                                                        |                                                        |
| Novembre                | |                                              |                                             |                                             |                                                        |                                                        |
| 1 de novembre 21:23     | Unió Soviètica - R-7 Semyorka | Unió Soviètica - R-7 Semyorka                | Unió Soviètica - Baikonur Site 1/5          | Unió Soviètica - Baikonur Site 1/5          | Unió Soviètica - MVS                                   | Unió Soviètica - MVS                                   |
| 1 de novembre 21:23     | | MVS                                          | Suborbital                                  | Prova de míssils                            | 1 de novembre                                          | Reeixit                                                |
| 1 de novembre 21:23     | Apogeu: 1350 km |                                              |                                             |                                             |                                                        |                                                        |
| 3 de novembre           | Estats Units - PGM-17 Thor DM-18A | Estats Units - PGM-17 Thor DM-18A            | Estats Units - Cape Canaveral LC-17B        | Estats Units - Cape Canaveral LC-17B        | Estats Units - Força Aèria dels Estats Units d'Amèrica | Estats Units - Força Aèria dels Estats Units d'Amèrica |
| 3 de novembre           | | Força Aèria dels Estats Units d'Amèrica      | Suborbital                                  | Prova de míssils                            | 3 de novembre                                          | Reeixit                                                |
| 3 de novembre           | Apogeu: 520 km |                                              |                                             |                                             |                                                        |                                                        |
| 4 de novembre 21:37     | Estats Units - SM-65D Atlas | Estats Units - SM-65D Atlas                  | Estats Units - Cape Canaveral LC-13         | Estats Units - Cape Canaveral LC-13         | Estats Units - Força Aèria dels Estats Units d'Amèrica | Estats Units - Força Aèria dels Estats Units d'Amèrica |
| 4 de novembre 21:37     | | Força Aèria dels Estats Units d'Amèrica      | Suborbital                                  | Prova de míssils                            | 4 de novembre                                          | Reeixit                                                |
| 4 de novembre 21:37     | Apogeu: 1800 km |                                              |                                             |                                             |                                                        |                                                        |
| 5 de novembre 00:38     | Estats Units - PGM-19 Jupiter | Estats Units - PGM-19 Jupiter                | Estats Units - Cape Canaveral LC-6          | Estats Units - Cape Canaveral LC-6          | Estats Units - Força Aèria dels Estats Units d'Amèrica | Estats Units - Força Aèria dels Estats Units d'Amèrica |
| 5 de novembre 00:38     | | Força Aèria dels Estats Units d'Amèrica      | Suborbital                                  | Prova de míssils                            | 5 de novembre                                          | Reeixit                                                |
| 5 de novembre 00:38     | Apogeu: 500 km |                                              |                                             |                                             |                                                        |                                                        |
| 6 de novembre 07:25     | Estats Units - Aerobee-150 (Hi) | Estats Units - Aerobee-150 (Hi)              | Estats Units - White Sands LC-35            | Estats Units - White Sands LC-35            | Estats Units - Marina dels Estats Units d'Amèrica      | Estats Units - Marina dels Estats Units d'Amèrica      |
| 6 de novembre 07:25     | | NRL                                          | Suborbital                                  | Aeronomia                                   | 6 de novembre                                          | Reeixit                                                |
| 6 de novembre 07:25     | Apogeu: 142 km |                                              |                                             |                                             |                                                        |                                                        |
| 6 de novembre 16:36     | Estats Units - Aerobee-300 | Estats Units - Aerobee-300                   | Canadà - Fort Churchill                     | Canadà - Fort Churchill                     | Estats Units - Força Aèria dels Estats Units d'Amèrica | Estats Units - Força Aèria dels Estats Units d'Amèrica |
| 6 de novembre 16:36     | | Força Aèria dels Estats Units d'Amèrica/Utah | Suborbital                                  | Ionosfèric                                  | 6 de novembre                                          | Reeixit                                                |
| 6 de novembre 16:36     | Apogeu: 393 km |                                              |                                             |                                             |                                                        |                                                        |
| 7 de novembre 20:28:41  | Estats Units - Thor DM-18 Agena-A | Estats Units - Thor DM-18 Agena-A            | Estats Units - Vandenberg LC-75-3-4         | Estats Units - Vandenberg LC-75-3-4         | Estats Units - Força Aèria dels Estats Units d'Amèrica | Estats Units - Força Aèria dels Estats Units d'Amèrica |
| 7 de novembre 20:28:41  | Estats Units - Discoverer 7 (KH-1 9004) | CIA DST                                      | Òrbita baixa                                | Òptic Imatgeria                             | 26 de novembre                                         | Error del vehicle                                      |
| 7 de novembre 20:28:41  | El satèl·lit va caure fora de control |                                              |                                             |                                             |                                                        |                                                        |
| 10 de novembre 12:00    | Estats Units - Strongarm | Estats Units - Strongarm                     | Estats Units - Wallops Island               | Estats Units - Wallops Island               | Estats Units - Exèrcit dels Estats Units d'Amèrica     | Estats Units - Exèrcit dels Estats Units d'Amèrica     |
| 10 de novembre 12:00    | | BRL                                          | Suborbital                                  | Ionosfèric                                  | 10 de novembre                                         | Reeixit                                                |
| 10 de novembre 12:00    | Apogeu: 1800 km, vol inaugural del Strongarm |                                              |                                             |                                             |                                                        |                                                        |
| 12 de novembre 19:24    | Estats Units - PGM-17 Thor DM-18A | Estats Units - PGM-17 Thor DM-18A            | Estats Units - Vandenberg LC-75-1-2         | Estats Units - Vandenberg LC-75-1-2         | Regne Unit - Royal Air Force                           | Regne Unit - Royal Air Force                           |
| 12 de novembre 19:24    | | Royal Air Force                              | Suborbital                                  | Prova de míssils                            | 12 de novembre                                         | Reeixit                                                |
| 12 de novembre 19:24    | Apogeu: 520 km |                                              |                                             |                                             |                                                        |                                                        |
| 14 de novembre 22:38    | Estats Units - Aerobee-300 | Estats Units - Aerobee-300                   | Canadà - Fort Churchill                     | Canadà - Fort Churchill                     | Estats Units - Força Aèria dels Estats Units d'Amèrica | Estats Units - Força Aèria dels Estats Units d'Amèrica |
| 14 de novembre 22:38    | | Força Aèria dels Estats Units d'Amèrica      | Suborbital                                  | Aeronomia                                   | 14 de novembre                                         | Reeixit                                                |
| 14 de novembre 22:38    | Apogeu: 138 km |                                              |                                             |                                             |                                                        |                                                        |
| 18 de novembre 19:30    | Estats Units - Nike-Asp | Estats Units - Nike-Asp                      | Estats Units - Elgin                        | Estats Units - Elgin                        | Estats Units - Força Aèria dels Estats Units d'Amèrica | Estats Units - Força Aèria dels Estats Units d'Amèrica |
| 18 de novembre 19:30    | | Força Aèria dels Estats Units d'Amèrica      | Suborbital                                  | Ionosfèric                                  | 18 de novembre                                         | Reeixit                                                |
| 18 de novembre 19:30    | Apogeu: 206 km |                                              |                                             |                                             |                                                        |                                                        |
| 18 de novembre 22:17    | Estats Units - Nike-Asp | Estats Units - Nike-Asp                      | Estats Units - Wallops Island               | Estats Units - Wallops Island               | Estats Units - NASA                                    | Estats Units - NASA                                    |
| 18 de novembre 22:17    | | NASA                                         | Suborbital                                  | Aeronomia                                   | 18 de novembre                                         | Reeixit                                                |
| 18 de novembre 22:17    | Apogeu: 250 km, s'allibera sodi |                                              |                                             |                                             |                                                        |                                                        |
| 18 de novembre          | Estats Units - Strongarm | Estats Units - Strongarm                     | Estats Units - Wallops Island               | Estats Units - Wallops Island               | Estats Units - Exèrcit dels Estats Units d'Amèrica     | Estats Units - Exèrcit dels Estats Units d'Amèrica     |
| 18 de novembre          | | BRL                                          | Suborbital                                  | Ionosfèric                                  | 18 de novembre                                         | Error de llançament                                    |
| 18 de novembre          | Apogeu: 20 km |                                              |                                             |                                             |                                                        |                                                        |
| 19 de novembre 01:31    | Estats Units - PGM-19 Jupiter | Estats Units - PGM-19 Jupiter                | Estats Units - Cape Canaveral LC-26B        | Estats Units - Cape Canaveral LC-26B        | Estats Units - Força Aèria dels Estats Units d'Amèrica | Estats Units - Força Aèria dels Estats Units d'Amèrica |
| 19 de novembre 01:31    | | Força Aèria dels Estats Units d'Amèrica      | Suborbital                                  | Prova de míssils                            | 19 de novembre                                         | Reeixit                                                |
| 19 de novembre 01:31    | Apogeu: 500 km |                                              |                                             |                                             |                                                        |                                                        |
| 19 de novembre 07:44    | Estats Units - Aerobee-150 (Hi) | Estats Units - Aerobee-150 (Hi)              | Canadà - Fort Churchill                     | Canadà - Fort Churchill                     | Estats Units - Força Aèria dels Estats Units d'Amèrica | Estats Units - Força Aèria dels Estats Units d'Amèrica |
| 19 de novembre 07:44    | | Força Aèria dels Estats Units d'Amèrica      | Suborbital                                  | Ionosfèric                                  | 19 de novembre                                         | Error de llançament                                    |
| 19 de novembre 07:44    | Apogeu: 106 km |                                              |                                             |                                             |                                                        |                                                        |
| 19 de novembre 10:36    | Estats Units - Nike-Cajun | Estats Units - Nike-Cajun                    | Canadà - Fort Churchill                     | Canadà - Fort Churchill                     | Estats Units - Força Aèria dels Estats Units d'Amèrica | Estats Units - Força Aèria dels Estats Units d'Amèrica |
| 19 de novembre 10:36    | | Força Aèria dels Estats Units d'Amèrica      | Suborbital                                  | Aeronomia                                   | 19 de novembre                                         | Reeixit                                                |
| 19 de novembre 10:36    | Apogeu: 119 km |                                              |                                             |                                             |                                                        |                                                        |
| 19 de novembre 10:51    | Estats Units - Nike-Asp | Estats Units - Nike-Asp                      | Estats Units - Wallops Island               | Estats Units - Wallops Island               | Estats Units - NASA                                    | Estats Units - NASA                                    |
| 19 de novembre 10:51    | | NASA                                         | Suborbital                                  | Aeronomia                                   | 19 de novembre                                         | Reeixit                                                |
| 19 de novembre 10:51    | Apogeu: 255 km, s'allibera sodi |                                              |                                             |                                             |                                                        |                                                        |
| 19 de novembre          | Estats Units - PGM-17 Thor DM-18A | Estats Units - PGM-17 Thor DM-18A            | Estats Units - Cape Canaveral LC-17B        | Estats Units - Cape Canaveral LC-17B        | Estats Units - Força Aèria dels Estats Units d'Amèrica | Estats Units - Força Aèria dels Estats Units d'Amèrica |
| 19 de novembre          | | Força Aèria dels Estats Units d'Amèrica      | Suborbital                                  | Prova de míssils                            | 19 de novembre                                         | Reeixit                                                |
| 19 de novembre          | Apogeu: 520 km |                                              |                                             |                                             |                                                        |                                                        |
| 20 de novembre 10:51    | Estats Units - Nike-Asp | Estats Units - Nike-Asp                      | Estats Units - Wallops Island               | Estats Units - Wallops Island               | Estats Units - NASA                                    | Estats Units - NASA                                    |
| 20 de novembre 10:51    | | NASA                                         | Suborbital                                  | Aeronomia                                   | 20 de novembre                                         | Reeixit                                                |
| 20 de novembre 10:51    | Apogeu: 236 km, s'allibera sodi |                                              |                                             |                                             |                                                        |                                                        |
| 20 de novembre 17:11    | Estats Units - UGM-27 Polaris A1 | Estats Units - UGM-27 Polaris A1             | Estats Units - Cape Canaveral LC-29A        | Estats Units - Cape Canaveral LC-29A        | Estats Units - Marina dels Estats Units d'Amèrica      | Estats Units - Marina dels Estats Units d'Amèrica      |
| 20 de novembre 17:11    | | Marina dels Estats Units d'Amèrica           | Suborbital                                  | Prova de míssils                            | 20 de novembre                                         | Reeixit                                                |
| 20 de novembre 17:11    | Apogeu: 500 km |                                              |                                             |                                             |                                                        |                                                        |
| 20 de novembre 18:16    | Estats Units - Nike-Cajun | Estats Units - Nike-Cajun                    | Canadà - Fort Churchill                     | Canadà - Fort Churchill                     | Estats Units - Força Aèria dels Estats Units d'Amèrica | Estats Units - Força Aèria dels Estats Units d'Amèrica |
| 20 de novembre 18:16    | | Força Aèria dels Estats Units d'Amèrica      | Suborbital                                  | Aeronomia                                   | 20 de novembre                                         | Reeixit                                                |
| 20 de novembre 18:16    | Apogeu: 119 km |                                              |                                             |                                             |                                                        |                                                        |
| 20 de novembre 19:25:24 | Estats Units - Thor DM-18 Agena-A | Estats Units - Thor DM-18 Agena-A            | Estats Units - Vandenberg LC-75-3-5         | Estats Units - Vandenberg LC-75-3-5         | Estats Units - Força Aèria dels Estats Units d'Amèrica | Estats Units - Força Aèria dels Estats Units d'Amèrica |
| 20 de novembre 19:25:24 | Estats Units - Discoverer 8 (KH-1 9005) | CIA DST                                      | Òrbita baixa                                | Òptic Imatgeria                             | 8 de març 1960                                         | Error de llançament                                    |
| 20 de novembre 19:25:24 | Es va inserir en òrbita inútil amb major excentricitat del planificat |                                              |                                             |                                             |                                                        |                                                        |
| 20 de novembre 21:06    | Unió Soviètica - R-7 Semyorka | Unió Soviètica - R-7 Semyorka                | Unió Soviètica - Baikonur Site 1/5          | Unió Soviètica - Baikonur Site 1/5          | Unió Soviètica - MVS                                   | Unió Soviètica - MVS                                   |
| 20 de novembre 21:06    | | MVS                                          | Suborbital                                  | Prova de míssils                            | 20 de novembre                                         | Reeixit                                                |
| 20 de novembre 21:06    | Apogeu: 1350 km |                                              |                                             |                                             |                                                        |                                                        |
| 22 de novembre 18:35    | Estats Units - Aerobee-300 | Estats Units - Aerobee-300                   | Canadà - Fort Churchill                     | Canadà - Fort Churchill                     | Estats Units - Força Aèria dels Estats Units d'Amèrica | Estats Units - Força Aèria dels Estats Units d'Amèrica |
| 22 de novembre 18:35    | | Força Aèria dels Estats Units d'Amèrica/Utah | Suborbital                                  | Ionosfèric                                  | 22 de novembre                                         | Error de llançament                                    |
| 22 de novembre 18:35    | Apogeu: 35 km |                                              |                                             |                                             |                                                        |                                                        |
| 24 de novembre 19:48    | Estats Units - SM-65D Atlas | Estats Units - SM-65D Atlas                  | Estats Units - Cape Canaveral LC-13         | Estats Units - Cape Canaveral LC-13         | Estats Units - Força Aèria dels Estats Units d'Amèrica | Estats Units - Força Aèria dels Estats Units d'Amèrica |
| 24 de novembre 19:48    | | Força Aèria dels Estats Units d'Amèrica      | Suborbital                                  | Prova de míssils                            | 24 de novembre                                         | Reeixit                                                |
| 24 de novembre 19:48    | Apogeu: 1800 km |                                              |                                             |                                             |                                                        |                                                        |
| 26 de novembre 07:26    | Estats Units - Atlas-Able | Estats Units - Atlas-Able                    | Estats Units - Cape Canaveral LC-14         | Estats Units - Cape Canaveral LC-14         | Estats Units - Força Aèria dels Estats Units d'Amèrica | Estats Units - Força Aèria dels Estats Units d'Amèrica |
| 26 de novembre 07:26    | Estats Units - Pioneer P-3 | NASA                                         | Destinat: Selenocèntrica                    | Lunar orbiter                               | +45 segons                                             | Error de llançament                                    |
| 26 de novembre 07:26    | Càrrega útil separat prematurament, el coet es va desintegrar |                                              |                                             |                                             |                                                        |                                                        |
| 27 de novembre 01:12:33 | Unió Soviètica - R-7 Semyorka | Unió Soviètica - R-7 Semyorka                | Unió Soviètica - Baikonur Site 1/5          | Unió Soviètica - Baikonur Site 1/5          | Unió Soviètica - MVS                                   | Unió Soviètica - MVS                                   |
| 27 de novembre 01:12:33 | | MVS                                          | Suborbital                                  | Prova de míssils                            | 27 de novembre                                         | Reeixit                                                |
| 27 de novembre 01:12:33 | Apogeu: 1350 km |                                              |                                             |                                             |                                                        |                                                        |
| 30 de novembre 09:58    | Estats Units - Aerobee | Estats Units - Aerobee                       | Estats Units - White Sands                  | Estats Units - White Sands                  | Estats Units - Marina dels Estats Units d'Amèrica      | Estats Units - Marina dels Estats Units d'Amèrica      |
| 30 de novembre 09:58    | | NRL                                          | Suborbital                                  | Astronomia ultraviolada                     | 30 de novembre                                         | Reeixit                                                |
| 30 de novembre 09:58    | Apogeu: 140 km |                                              |                                             |                                             |                                                        |                                                        |
| 30 de novembre 10:16    | Regne Unit - Skylark-2 | Regne Unit - Skylark-2                       | Austràlia - Woomera LA-2                    | Austràlia - Woomera LA-2                    | Regne Unit - RAE                                       | Regne Unit - RAE                                       |
| 30 de novembre 10:16    | | Queen's                                      | Suborbital                                  | Aeronomia                                   | 30 de novembre                                         | Reeixit                                                |
| 30 de novembre 10:16    | Apogeu: 151 km, s'allibera sodi |                                              |                                             |                                             |                                                        |                                                        |
| 30 de novembre 12:35    | Regne Unit - Skylark-2 | Regne Unit - Skylark-2                       | Austràlia - Woomera LA-2                    | Austràlia - Woomera LA-2                    | Regne Unit - RAE                                       | Regne Unit - RAE                                       |
| 30 de novembre 12:35    | | UCL                                          | Suborbital                                  | Aeronomia                                   | 30 de novembre                                         | Reeixit                                                |
| 30 de novembre 12:35    | Apogeu: 163 km |                                              |                                             |                                             |                                                        |                                                        |
| 30 de novembre          | Unió Soviètica - R-12 Dvina | Unió Soviètica - R-12 Dvina                  | Unió Soviètica - Kapustin Iar               | Unió Soviètica - Kapustin Iar               | Unió Soviètica - MVS                                   | Unió Soviètica - MVS                                   |
| 30 de novembre          | | MVS                                          | Suborbital                                  | Prova de míssils                            | 30 de novembre                                         | Reeixit                                                |
| 30 de novembre          | Apogeu: 402 km |                                              |                                             |                                             |                                                        |                                                        |
| Novembre                | Unió Soviètica - R-13 | Unió Soviètica - R-13                        | Unió Soviètica - Project 611 submarine      | Unió Soviètica - Project 611 submarine      | Unió Soviètica - VMF                                   | Unió Soviètica - VMF                                   |
| Novembre                | | VMF                                          | Suborbital                                  | Prova de míssils                            | rowspan=1                                              | Reeixit                                                |
| Novembre                | Apogeu: 150 km |                                              |                                             |                                             |                                                        |                                                        |
| Desembre                | |                                              |                                             |                                             |                                                        |                                                        |
| 1 de desembre 11:36     | Regne Unit - Skylark-2 | Regne Unit - Skylark-2                       | Austràlia - Woomera LA-2                    | Austràlia - Woomera LA-2                    | Regne Unit - RAE                                       | Regne Unit - RAE                                       |
| 1 de desembre 11:36     | | UCL Birmingham                               | Suborbital                                  | Aeronomia                                   | 1 de desembre                                          | Reeixit                                                |
| 1 de desembre 11:36     | Apogeu: 159 km |                                              |                                             |                                             |                                                        |                                                        |
| 1 de desembre 17:00     | Estats Units - PGM-17 Thor DM-18A | Estats Units - PGM-17 Thor DM-18A            | Estats Units - Cape Canaveral LC-18B        | Estats Units - Cape Canaveral LC-18B        | Estats Units - Força Aèria dels Estats Units d'Amèrica | Estats Units - Força Aèria dels Estats Units d'Amèrica |
| 1 de desembre 17:00     | | Força Aèria dels Estats Units d'Amèrica      | Suborbital                                  | Prova de míssils                            | 1 de desembre                                          | Reeixit                                                |
| 1 de desembre 17:00     | Apogeu: 520 km |                                              |                                             |                                             |                                                        |                                                        |
| 1 de desembre           | Estats Units - Trailblazer 1 | Estats Units - Trailblazer 1                 | Estats Units - Wallops Island               | Estats Units - Wallops Island               | Estats Units - NASA                                    | Estats Units - NASA                                    |
| 1 de desembre           | | NASA                                         | Suborbital                                  | Prova de REV                                | 1 de desembre                                          | Reeixit                                                |
| 1 de desembre           | Apogeu: 260 km |                                              |                                             |                                             |                                                        |                                                        |
| 2 de desembre 05:29     | Estats Units - PGM-17 Thor DM-18A | Estats Units - PGM-17 Thor DM-18A            | Estats Units - Vandenberg LC-75-1-2         | Estats Units - Vandenberg LC-75-1-2         | Regne Unit - Royal Air Force                           | Regne Unit - Royal Air Force                           |
| 2 de desembre 05:29     | | Royal Air Force                              | Suborbital                                  | Prova de míssils                            | 2 de desembre                                          | Error de llançament                                    |
| 3 de desembre           | Unió Soviètica - R-11A Zemlya | Unió Soviètica - R-11A Zemlya                | Unió Soviètica - Ostrov Kheysa              | Unió Soviètica - Ostrov Kheysa              | Unió Soviètica - AN                                    | Unió Soviètica - AN                                    |
| 3 de desembre           | | AN                                           | Suborbital                                  |                                             | 3 de desembre                                          | Reeixit                                                |
| 3 de desembre           | Apogeu: 200 km |                                              |                                             |                                             |                                                        |                                                        |
| 3 de desembre           | Unió Soviètica - R-11A Zemlya | Unió Soviètica - R-11A Zemlya                | Unió Soviètica - Ostrov Kheysa              | Unió Soviètica - Ostrov Kheysa              | Unió Soviètica - AN                                    | Unió Soviètica - AN                                    |
| 3 de desembre           | | AN                                           | Suborbital                                  |                                             | 3 de desembre                                          | Reeixit                                                |
| 3 de desembre           | Apogeu: 200 km |                                              |                                             |                                             |                                                        |                                                        |
| 12 de desembre 17:11    | Estats Units - HGM-25A Titan I | Estats Units - HGM-25A Titan I               | Estats Units - Cape Canaveral LC-16         | Estats Units - Cape Canaveral LC-16         | Estats Units - Força Aèria dels Estats Units d'Amèrica | Estats Units - Força Aèria dels Estats Units d'Amèrica |
| 12 de desembre 17:11    | | Força Aèria dels Estats Units d'Amèrica      | Suborbital                                  | Prova de míssils                            | +0 segons                                              | Error de llançament                                    |
| 12 de desembre 17:11    | Les vibracions d'encesa per error van provocar l'autodestrucció del motor del coet mentre encara era a la zona de llançament                                                                                               |                                              |                                             |                                             |                                                        |                                                        |
| 17 de desembre 20:13    | Estats Units - UGM-27 Polaris A1 | Estats Units - UGM-27 Polaris A1             | Estats Units - Cape Canaveral LC-29A        | Estats Units - Cape Canaveral LC-29A        | Estats Units - Marina dels Estats Units d'Amèrica      | Estats Units - Marina dels Estats Units d'Amèrica      |
| 17 de desembre 20:13    | | Marina dels Estats Units d'Amèrica           | Suborbital                                  | Prova de míssils                            | 7 de desembre                                          | Reeixit                                                |
| 17 de desembre 20:13    | Apogeu: 500 km |                                              |                                             |                                             |                                                        |                                                        |
| 9 de desembre 00:10     | Estats Units - SM-65D Atlas | Estats Units - SM-65D Atlas                  | Estats Units - Cape Canaveral LC-13         | Estats Units - Cape Canaveral LC-13         | Estats Units - Força Aèria dels Estats Units d'Amèrica | Estats Units - Força Aèria dels Estats Units d'Amèrica |
| 9 de desembre 00:10     | | Força Aèria dels Estats Units d'Amèrica      | Suborbital                                  | Prova de míssils                            | 9 de desembre                                          | Reeixit                                                |
| 9 de desembre 00:10     | Apogeu: 1800 km |                                              |                                             |                                             |                                                        |                                                        |
| 10 de desembre 00:08    | Estats Units - PGM-19 Jupiter | Estats Units - PGM-19 Jupiter                | Estats Units - Cape Canaveral LC-6          | Estats Units - Cape Canaveral LC-6          | Estats Units - Força Aèria dels Estats Units d'Amèrica | Estats Units - Força Aèria dels Estats Units d'Amèrica |
| 10 de desembre 00:08    | | Força Aèria dels Estats Units d'Amèrica      | Suborbital                                  | Prova de míssils                            | 10 de desembre                                         | Reeixit                                                |
| 10 de desembre 00:08    | Apogeu: 500 km |                                              |                                             |                                             |                                                        |                                                        |
| 15 de desembre 02:14    | Estats Units - PGM-17 Thor DM-18A | Estats Units - PGM-17 Thor DM-18A            | Estats Units - Vandenberg LC-75-1-1         | Estats Units - Vandenberg LC-75-1-1         | Regne Unit - Royal Air Force                           | Regne Unit - Royal Air Force                           |
| 15 de desembre 02:14    | | Royal Air Force                              | Suborbital                                  | Prova de míssils                            | 15 de desembre                                         | Error de llançament                                    |
| 15 de desembre          | França - OPd-56-39-22D (Antares) | França - OPd-56-39-22D (Antares)             | França - CERES                              | França - CERES                              | França - ONERA                                         | França - ONERA                                         |
| 15 de desembre          | | ONERA                                        | Suborbital                                  | Prova de REV                                | 15 de desembre                                         | Reeixit                                                |
| 15 de desembre          | Apogeu: 150 km |                                              |                                             |                                             |                                                        |                                                        |
| 16 de desembre 04:50    | Estats Units - UGM-27 Polaris A1 | Estats Units - UGM-27 Polaris A1             | Estats Units - Cape Canaveral LC-29A        | Estats Units - Cape Canaveral LC-29A        | Estats Units - Marina dels Estats Units d'Amèrica      | Estats Units - Marina dels Estats Units d'Amèrica      |
| 16 de desembre 04:50    | | Marina dels Estats Units d'Amèrica           | Suborbital                                  | Prova de míssils                            | 16 de desembre                                         | Error de llançament                                    |
| 16 de desembre 04:50    | Apogeu: 100 km |                                              |                                             |                                             |                                                        |                                                        |
| 16 de desembre          | Unió Soviètica - R-12 Dvina | Unió Soviètica - R-12 Dvina                  | Unió Soviètica - Kapustin Iar               | Unió Soviètica - Kapustin Iar               | Unió Soviètica - MVS                                   | Unió Soviètica - MVS                                   |
| 16 de desembre          | | MVS                                          | Suborbital                                  | Prova de míssils                            | 16 de desembre                                         | Reeixit                                                |
| 16 de desembre          | Apogeu: 402 km |                                              |                                             |                                             |                                                        |                                                        |
| 16 de desembre          | Estats Units - Nike-Zeus A | Estats Units - Nike-Zeus A                   | Estats Units - White Sands LC-38            | Estats Units - White Sands LC-38            | Estats Units - Exèrcit dels Estats Units d'Amèrica     | Estats Units - Exèrcit dels Estats Units d'Amèrica     |
| 16 de desembre          | | Exèrcit dels Estats Units d'Amèrica          | Suborbital                                  | Vol de proves                               | 16 de desembre                                         | Error de llançament                                    |
| 16 de desembre          | Apogeu: 10 km |                                              |                                             |                                             |                                                        |                                                        |
| 17 de desembre 00:03    | Estats Units - PGM-19 Jupiter | Estats Units - PGM-19 Jupiter                | Estats Units - Cape Canaveral LC-26B        | Estats Units - Cape Canaveral LC-26B        | Estats Units - Força Aèria dels Estats Units d'Amèrica | Estats Units - Força Aèria dels Estats Units d'Amèrica |
| 17 de desembre 00:03    | | Força Aèria dels Estats Units d'Amèrica      | Suborbital                                  | Prova de míssils                            | 17 de desembre                                         | Reeixit                                                |
| 17 de desembre 00:03    | Apogeu: 500 km |                                              |                                             |                                             |                                                        |                                                        |
| 17 de desembre          | Estats Units - PGM-17 Thor DM-18A | Estats Units - PGM-17 Thor DM-18A            | Estats Units - Cape Canaveral LC-17B        | Estats Units - Cape Canaveral LC-17B        | Estats Units - Força Aèria dels Estats Units d'Amèrica | Estats Units - Força Aèria dels Estats Units d'Amèrica |
| 17 de desembre          | | Força Aèria dels Estats Units d'Amèrica      | Suborbital                                  | Prova de míssils                            | 17 de desembre                                         | Reeixit                                                |
| 17 de desembre          | Apogeu: 520 km |                                              |                                             |                                             |                                                        |                                                        |
| 18 de desembre          | Unió Soviètica - R-12 Dvina | Unió Soviètica - R-12 Dvina                  | Unió Soviètica - Kapustin Iar               | Unió Soviètica - Kapustin Iar               | Unió Soviètica - MVS                                   | Unió Soviètica - MVS                                   |
| 18 de desembre          | | MVS                                          | Suborbital                                  | Prova de míssils                            | 18 de desembre                                         | Reeixit                                                |
| 18 de desembre          | Apogeu: 402 km |                                              |                                             |                                             |                                                        |                                                        |
| 19 de desembre 00:48    | Estats Units - SM-65D Atlas | Estats Units - SM-65D Atlas                  | Estats Units - Cape Canaveral LC-13         | Estats Units - Cape Canaveral LC-13         | Estats Units - Força Aèria dels Estats Units d'Amèrica | Estats Units - Força Aèria dels Estats Units d'Amèrica |
| 19 de desembre 00:48    | | Força Aèria dels Estats Units d'Amèrica      | Suborbital                                  | Prova de míssils                            | 19 de desembre                                         | Reeixit                                                |
| 19 de desembre 00:48    | Apogeu: 1800 km |                                              |                                             |                                             |                                                        |                                                        |
| 21 de desembre          | Unió Soviètica - R-12 Dvina | Unió Soviètica - R-12 Dvina                  | Unió Soviètica - Kapustin Iar               | Unió Soviètica - Kapustin Iar               | Unió Soviètica - MVS                                   | Unió Soviètica - MVS                                   |
| 21 de desembre          | | MVS                                          | Suborbital                                  | Prova de míssils                            | 21 de desembre                                         | Reeixit                                                |
| 21 de desembre          | Apogeu: 402 km |                                              |                                             |                                             |                                                        |                                                        |
| 22 de desembre 07:56    | Estats Units - Javelin | Estats Units - Javelin                       | Estats Units - Wallops Island               | Estats Units - Wallops Island               | Estats Units - NASA                                    | Estats Units - NASA                                    |
| 22 de desembre 07:56    | | NASA                                         | Suborbital                                  | Vol de proves                               | 22 de desembre                                         | Reeixit                                                |
| 22 de desembre 07:56    | Apogeu: 901 km |                                              |                                             |                                             |                                                        |                                                        |
| 23 de desembre 19:05    | Unió Soviètica - R-7A Semyorka | Unió Soviètica - R-7A Semyorka               | Unió Soviètica - Baikonur Site 1/5          | Unió Soviètica - Baikonur Site 1/5          | Unió Soviètica - MVS                                   | Unió Soviètica - MVS                                   |
| 23 de desembre 19:05    | | MVS                                          | Suborbital                                  | Prova de míssils                            | 23 de desembre                                         | Reeixit                                                |
| 23 de desembre 19:05    | Apogeu: 1350 km |                                              |                                             |                                             |                                                        |                                                        |
| 23 de desembre          | Estats Units - UGM-27 Polaris A1 | Estats Units - UGM-27 Polaris A1             | Estats Units - Cape Canaveral LC-25B        | Estats Units - Cape Canaveral LC-25B        | Estats Units - Marina dels Estats Units d'Amèrica      | Estats Units - Marina dels Estats Units d'Amèrica      |
| 23 de desembre          | | Marina dels Estats Units d'Amèrica           | Suborbital                                  | Prova de míssils                            | 23 de desembre                                         | Error de llançament                                    |
| 23 de desembre          | Apogeu: 1 km |                                              |                                             |                                             |                                                        |                                                        |
| 26 de desembre          | Unió Soviètica - R-5A Pobeda | Unió Soviètica - R-5A Pobeda                 | Unió Soviètica - Chelkar                    | Unió Soviètica - Chelkar                    | Unió Soviètica - RVSN                                  | Unió Soviètica - RVSN                                  |
| 26 de desembre          | | RVSN                                         | Suborbital                                  | Objectiu                                    | 26 de desembre                                         | Reeixit                                                |
| 26 de desembre          | Apogeu: 500 km |                                              |                                             |                                             |                                                        |                                                        |
| 27 de desembre          | Unió Soviètica - R-12 Dvina | Unió Soviètica - R-12 Dvina                  | Unió Soviètica - Kapustin Iar               | Unió Soviètica - Kapustin Iar               | Unió Soviètica - MVS                                   | Unió Soviètica - MVS                                   |
| 27 de desembre          | | MVS                                          | Suborbital                                  | Prova de míssils                            | 27 de desembre                                         | Reeixit                                                |
| 27 de desembre          | Apogeu: 402 km |                                              |                                             |                                             |                                                        |                                                        |
| 28 de desembre          | Unió Soviètica - R-12 Dvina | Unió Soviètica - R-12 Dvina                  | Unió Soviètica - Kapustin Iar               | Unió Soviètica - Kapustin Iar               | Unió Soviètica - MVS                                   | Unió Soviètica - MVS                                   |
| 28 de desembre          | | MVS                                          | Suborbital                                  | Prova de míssils                            | 28 de desembre                                         | Reeixit                                                |
| 28 de desembre          | Apogeu: 402 km |                                              |                                             |                                             |                                                        |                                                        |
| Desembre                | Unió Soviètica - R-5A Pobeda | Unió Soviètica - R-5A Pobeda                 | Unió Soviètica - Chelkar                    | Unió Soviètica - Chelkar                    | Unió Soviètica - RVSN                                  | Unió Soviètica - RVSN                                  |
| Desembre                | | RVSN                                         | Suborbital                                  | Objectiu                                    | Desembre                                               | Reeixit                                                |
| Desembre                | Apogeu: 500 km |                                              |                                             |                                             |                                                        |                                                        |
| Unknown                 | Unió Soviètica - R-11FM Zemlya | Unió Soviètica - R-11FM Zemlya               | Unió Soviètica - B-67, Beloye More          | Unió Soviètica - B-67, Beloye More          | Unió Soviètica - VMF                                   | Unió Soviètica - VMF                                   |
| Unknown                 | | VMF                                          | Suborbital                                  | Prova de míssils                            | rowspan=1                                              | Error de llançament                                    |
| Unknown                 | Estats Units - ALSOR | Estats Units - ALSOR                         | Estats Units - F-104, Edwards               | Estats Units - F-104, Edwards               | Estats Units - NASA                                    | Estats Units - NASA                                    |
| Unknown                 | | NASA                                         | Suborbital                                  | Vol de proves                               | rowspan=1                                              | Reeixit                                                |
| Unknown                 | Apogeu: 117 km |                                              |                                             |                                             |                                                        |                                                        |

## Encontres espacials
| Data (GMT)     | Nau       | Esdeveniment   | Comentaris                                                                     |
| -------------- | --------- | -------------- | ------------------------------------------------------------------------------ |
| 4 de gener     | Luna 1    | Sobrevol lunar | Impactador fallat, aproximació màxima: 6000 km                                 |
| 4 de març      | Pioneer 4 | Sobrevol lunar | Aproximació màxima: 60200 km                                                   |
| 14 de setembre | Luna 2    | Impacte lunar  | Va allunar al Mare Imbrium, primera nau en arribar a la superfície de la Lluna |
| 6 d'octubre    | Luna 3    | Sobrevol lunar | Vol circumlunar, va enviar 29 imatges, aproximació màxima a 6200 km            |

## Resum de llançaments orbitals

### Per país
| País                                        | Llançaments | Reeixits | Errors | Errors parcials | Comentaris |
| ------------------------------------------- | ----------- | -------- | ------ | --------------- | ---------- |
| Unió de Repúbliques Socialistes Soviètiques | 4           | 2        | 2      | 0               |            |
| Estats Units                                | 19          | 8        | 9      | 2               |            |

### Per coet
| Coet                | País                                        | Llançaments | Reeixits | Errors | Errors parcials | Comentaris    |
| ------------------- | ------------------------------------------- | ----------- | -------- | ------ | --------------- | ------------- |
| Atlas-Able          | Estats Units                                | 1           | 0        | 1      | 0               | Vol inaugural |
| Juno II             | Estats Units                                | 4           | 1        | 2      | 1               |               |
| Luna 8K72           | Unió de Repúbliques Socialistes Soviètiques | 4           | 2        | 2      | 0               |               |
| Thor DM-18 Agena-A  | Estats Units                                | 8           | 5        | 3      | 0               | Vol inaugural |
| Thor DM-18 Able-II  | Estats Units                                | 1           | 0        | 1      | 0               |               |
| Thor DM-18 Able-III | Estats Units                                | 1           | 1        | 0      | 0               |               |
| Vanguard            | Estats Units                                | 4           | 1        | 2      | 1               | Vol final     |

### Per òrbita
| Règim orbital  | Llançaments | Reeixits | Errors | Aconseguits Accidentalment | Comentaris                                |
| -------------- | ----------- | -------- | ------ | -------------------------- | ----------------------------------------- |
| Òrbita baixa   | 12          | 7        | 5      | 0                          |                                           |
| Òrbita mitjana | 4           | 1        | 3      | 0                          |                                           |
| Òrbita alta    | 2           | 2        | 0      | 0                          | Incloent-hi òrbites altament el·líptiques |
| Heliocèntrica  | 5           | 3        | 2      | 0                          |                                           |